# 19区 (パリ)

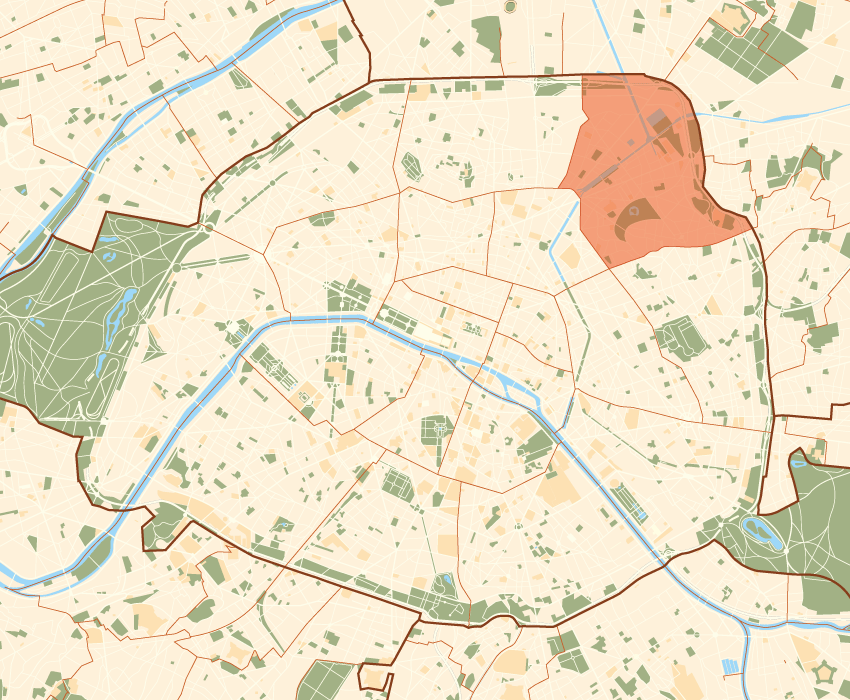
パリ・19区の位置

パリの19区  (19く、仏: 19e arrondissement de Paris) は、フランスの首都・パリ市を構成する20の行政区のひとつである 。第19区、パリ19区ともいう。市の北東部にあり、セーヌ川の北側に位置している。

## 概要
パリの19区は、市の北東部にある行政区。「ビュット＝ショーモン区 (Arrondissement des Buttes-Chaumont)」と呼ばれることもある 。セーヌ川の北の地域にある。北から東にかけて、ペリフェリック（パリ環状道路）に沿う形で市の境界線が敷かれており、セーヌ＝サン＝ドニ県に接している。区の北部は、ラ・ヴィレット貯水池、ウルク運河、サン＝ドニ運河及びサン・マルタン運河により分断されている。人口は172,730人 (1999年)で、20区の中では4番目に多い（人口の推移等詳細については後述）。
区の名称は、市の中央部から時計回りに螺旋を描くようにして各区に付けられた番号を基にしており、当区はその19番目にあたることから、「19区」と名づけられた。区内には、ラ・ヴィレット公園、ビュット・ショーモン公園、パリ国立高等音楽・舞踊学校（コンセルヴァトワールないしパリ音楽院ともいう）などがある。

## 地理

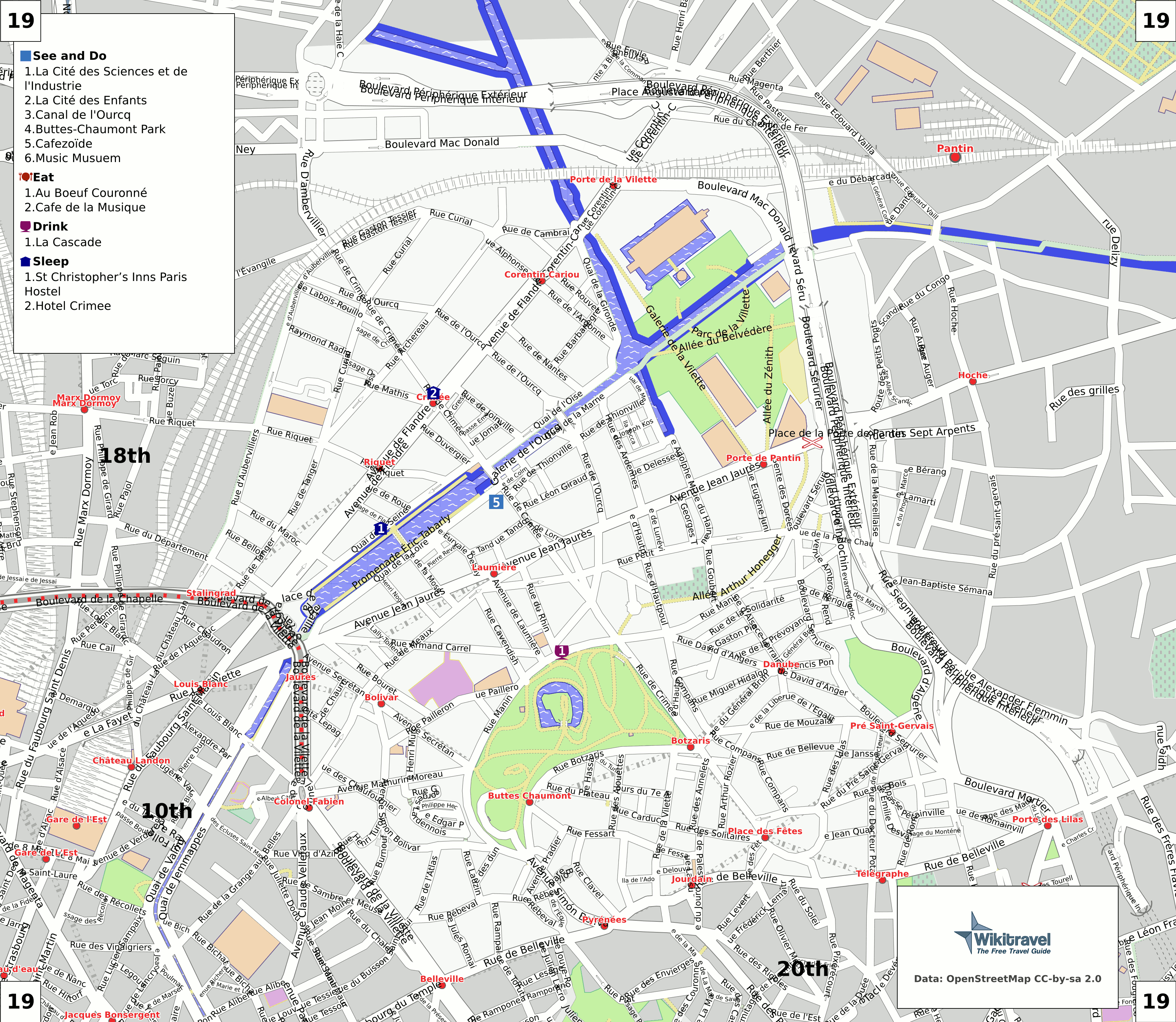
パリ・19区の概略図

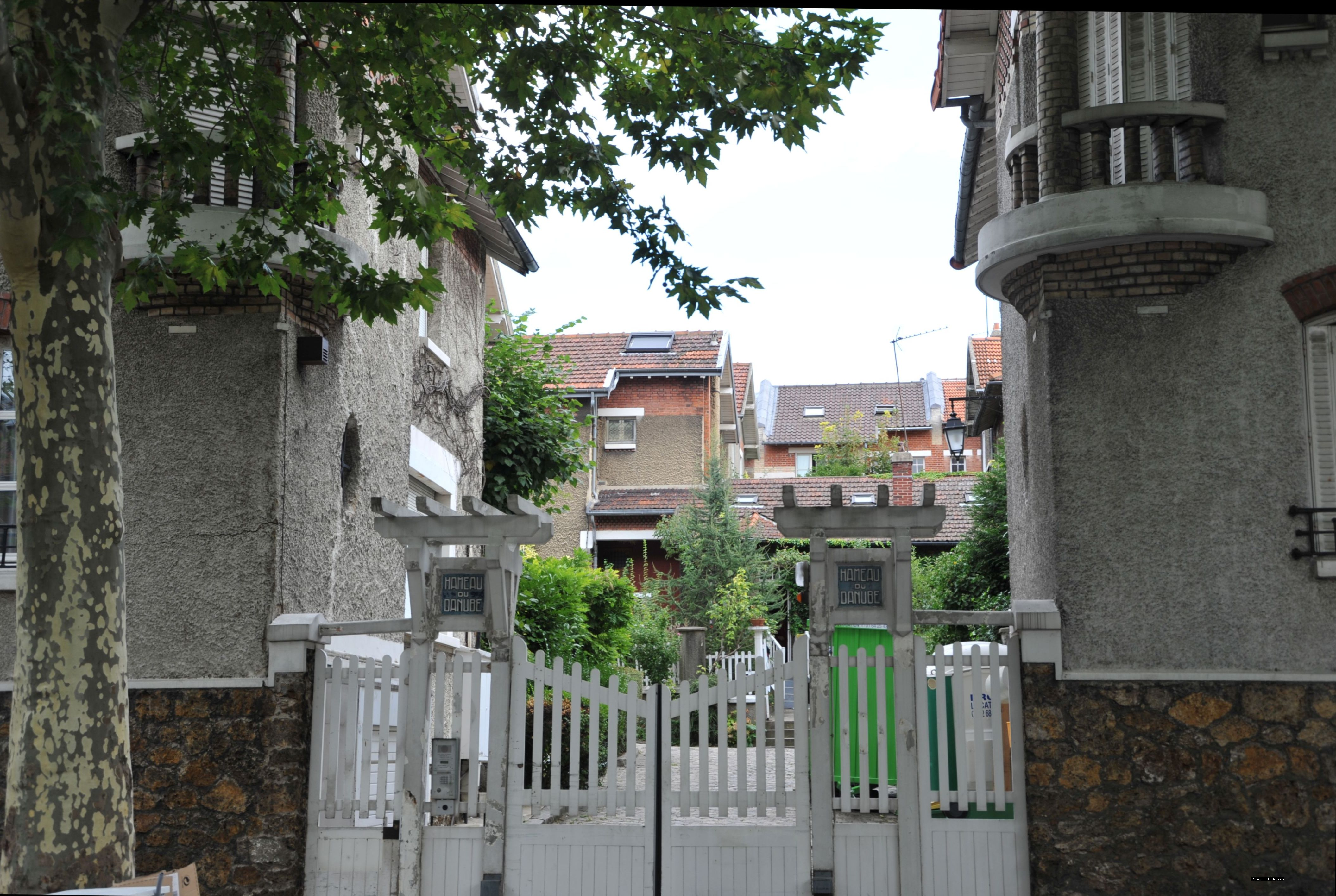
Hameau du Danube（ダニュブの村里）, Belleville.
1923-1924年に建築され、28のロジュマン（住居）がある。ファサードは1926年のConcours des facades de la ville de Parisで1等になった。

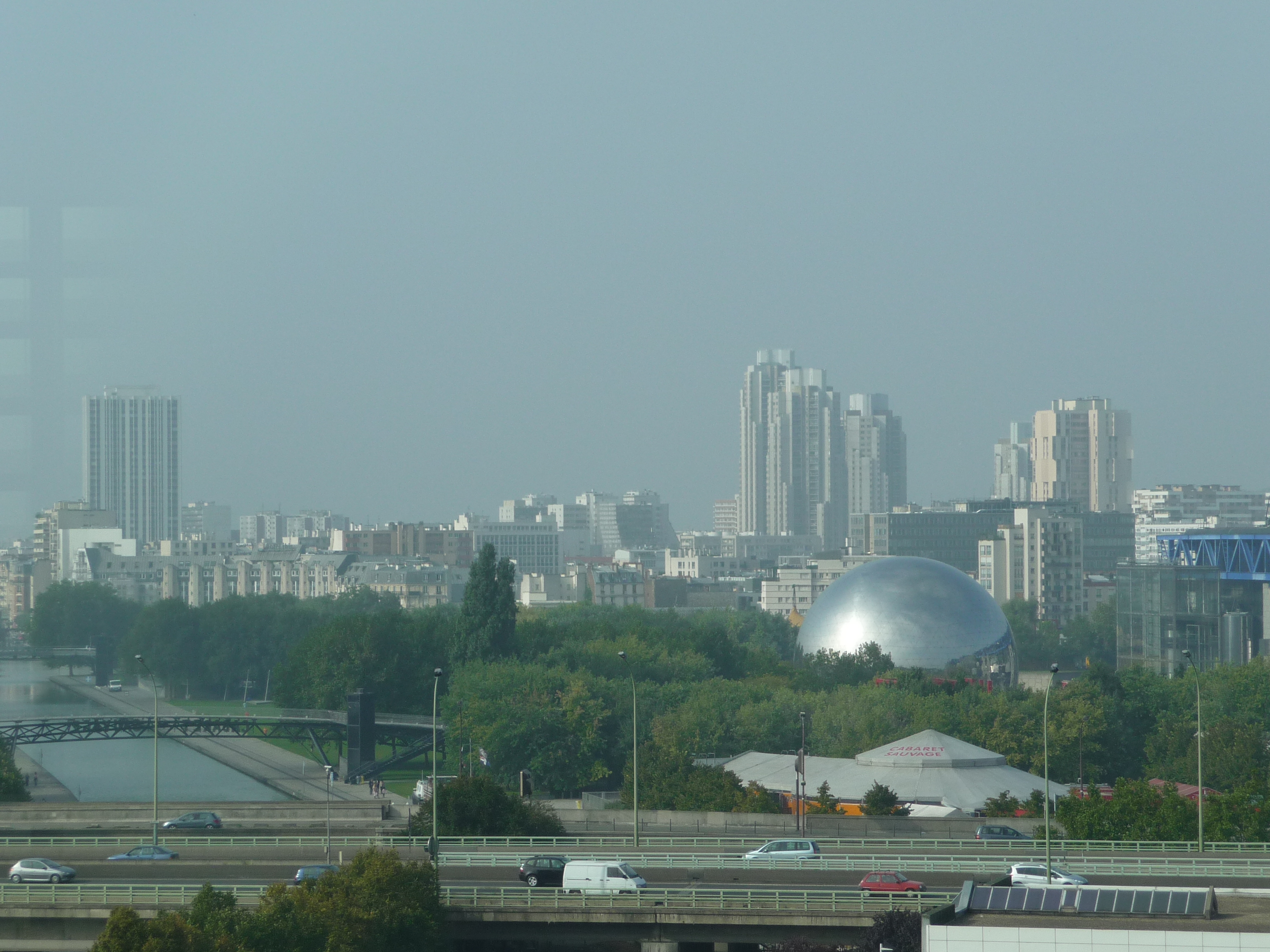
球状形の建築物はラ・ジェオード、ラ・ヴィレット公園

19区は、パリの北東部に位置している。セーヌ川の北の地域である 。区中央部の北寄りにあるラ・ヴィレット貯水池の東端からはウルク運河が北東方向に、西端からはサン・マルタン運河が南西方向にのびて、区の北部を分断している。ラ・ヴィレット公園の手前では、サン＝ドニ運河がウルク運河から分岐し、北へのびている。面積は6.79 平方キロメートルで、20区のうちでは5番目に大きい。
北から東にかけて、ペリフェリックに沿う形で市の境界線が敷かれており、セーヌ＝サン＝ドニ県の各自治体、北はオーベルヴィリエ、北東はパンタン、東はル・プレ＝サン＝ジェルヴェに接している。南は、同じパリの行政区である20区に接し、西は10区と18区に接している。

### 地形
- ウルク運河 （Canal de l'Ourcq）
- サン＝ドニ運河 （Canal Saint-Denis）
- サン・マルタン運河 （Canal Saint-Martin）
- ラ・ヴィレット貯水池（Bassin de la Villette）
  - 夏季期間中は、パリ市内セーヌ川河岸と共に「パリ・プラージュ」が開催される。

### 隣接する自治体（行政区）
- パリの行政区のうち、以下の区。
  - 10区、18区、20区。
- セーヌ＝サン＝ドニ県のうち、以下の自治体。
  - オーベルヴィリエ、パンタン、ル・プレ＝サン＝ジェルヴェ。

### 地区（カルチェ）

パリ・19区のカルチェ詳細図

パリの行政区は、それぞれ4つの地区（カルチェ）に区分されている。19区を構成する4地区のコードと名称は、次のとおりである。
- 73 - ラ・ヴィレット地区 (Quartier de la Villette)
- 74 - ポン＝ド＝フランドル地区 (Quartier du Pont-de-Flandres)
- 75 - アメリック地区 (Quartier d'Amérique)
- 76 - コンバ地区 (Quartier du Combat)

## 住民

### 人口
19区の人口は、1872年には93,174人であったが、その後、増加を続け、1999年には172,730人となり、過去最大の人口を記録した。20区のうちでは4番目に人口が多く、1982年以降は、パリの人口の7パーセント台で推移していたが、1999年には、8パーセント台に突入した。2005年の推計では187,200人と見積もられており、人口の増加が見込まれている。
また、人口の増加とともに人口密度も増加しており、1999年の人口密度は、1872年の約1.9倍の25,454人となっている。人口の推移の詳細は、次のとおりである。
| 年     | 区人口  | 市人口    | 区人口／市人口 | 区人口密度 | 市人口密度 | 備考                   |
| ------ | ------- | --------- | -------------- | ---------- | ---------- | ---------------------- |
| 1872年 | 93,174  | 1,851,792 | 5.03%          | 13,730     | 21,303     |                        |
| 1954年 | 155,058 | 2,850,189 | 5.44%          | 22,850     | 32,788     |                        |
| 1962年 | 159,568 | 2,790,091 | 5.72%          | 23,514     | 32,097     |                        |
| 1968年 | 148,862 | 2,590,771 | 5.75%          | 21,937     | 29,804     |                        |
| 1975年 | 144,357 | 2,299,830 | 6.28%          | 21,273     | 26,457     |                        |
| 1982年 | 162,649 | 2,176,243 | 7.47%          | 23,968     | 25,035     |                        |
| 1990年 | 165,062 | 2,152,423 | 7.67%          | 24,324     | 24,761     |                        |
| 1999年 | 172,730 | 2,125,246 | 8.13%          | 25,454     | 24,449     | 人口が過去最大を更新。 |
| 2005年 | 187,200 | 2,166,200 | 8.64%          | 27,586     | 24,920     | 人口は推計。           |

- 注意
  - 人口密度は、1平方キロメートルあたりの人口。区人口密度は、19区の面積を6.786平方キロメートルとして算出した。また、市人口密度は、森林部（ヴァンセンヌの森、ブローニュの森）を除くパリ市全体の面積（86.927平方キロメートル）をもとに算出した。
  - 1962年から1999年までの区人口及び市人口は、フランス国立統計経済研究所のデータ （Île-de-France ）を参考とした。

## 歴史
史料の上では、現在の La Villette（ラ・ヴィレット）が1198年には Villa Nova Sancti Lazari (新サン・ラザール街)の名で存在していたことが確認できる。中世になると、la Villette Saint-Lazare（ラ・ヴィレット・サン＝ラザール） またはSaint-Ladre（サン＝ラドル）と改名された。Saint-Lazare（Saint-Ladre）の名はまた、中世のハンセン病療養所の別名として知られてきた。現在の10区に位置するサン＝ラザール病院は、かつてはハンセン病者の療養所として用いられた修道院だった。17世紀にはパリにハンセン病患者はほとんどいなくなっており、修道院はヴィンセンシオの宣教会（ラザリスト会）に譲渡され、その本部として用いられた。フランス革命で修道院は接収され、20世紀はじめまで監獄（Prison Saint-Lazare）として使用された。
フランス革命期の1790年、国民議会によりラ・ヴィレットはアモー（Hameau、ハムレット）からコミューヌ（コミューン）に昇格した。
この村の南（現在のベルヴィル地区）は、Poitroville（ポワトロヴィル） と呼ばれていた。
1860年にティエールの城壁内のコミューンがパリに併合され、このときに19区の区域の設定が行われた。現在の19区付近では、ベルヴィル及びラ・ヴィレットの全域とオーベルヴィリエ及びパンタンの一部がパリに併合されている。
現在のパリ19区及び20区に跨がり、さらに10区と11区に及ぶ地域を包含する"ベルヴィル"は、歴史的にはワイン生産者や葡萄畑の収穫人、採石労働者、石工職人ら労働者階級のコミューンとして発展した。1848年の第二共和政、1871年のパリ・コミューンでは、ベルヴィルのコミューンが大きな役割を果たした。特にパリ・コミューンの時には、Ménilmontant（メニルモンタン）界隈と共に最も大きな抵抗の土台となった。同年5月、パリに再侵攻してきたヴェルサイユの政府軍に対して、この東部の2つのコミューンで流血が飛び散る激しい闘いが絶え間無く繰り広げられ、最後まで残ったバリケードはベルヴィルのRue Ramponeau（ランポノー通り）だったと言われている。
20世紀半ばになると、多くの移民が定住するようになった。1933年のドイツ第三帝国成立によりユダヤ系ドイツ人が、1939年のフランコ独裁政権成立によりスペイン人が、その他イタリア人やポルトガル人ら、60年代にはユダヤ系トルコ人、アルジェリア人やピエ・ノワールらがこの地にやってきた。現在では、これらの出身者以外だと主にマグリブ諸国のアラブ系や（サハラ以南の）アフリカ系の他、13区のトルビアック通り界隈と同様、中国系（華僑系）の旧仏印出身者もベルヴィル界隈で見られるようになり、いわば"中華街"として仏語版「パリのアジア人地区 (Quartiers asiatiques de Paris)」の記事の中でも括られている。

## 政治・行政・司法

### 主な官公庁・公共機関
- 第19区役所 （Mairie du 19e arrondissement） - ビュット・ショーモン公園の北側にある。

## 教育

### 大学等
- パリ国立高等音楽・舞踊学校 （コンセルヴァトワール、コンセルヴァトワール・ド・パリ、パリ音楽院） （Conservatoire National Supérieur de Musique et de Danse de Paris）
- パリ市立技術専門学校 （École des ingénieurs de la ville de Paris）
  - 技術系グランゼコールの一校。国立土木学校や下記ラ・ヴィレット国立建築学校等と教育・研究で提携している。
- パリ＝ベルヴィル国立建築学校 （École nationale supérieure d'architecture de Paris-Belleville）

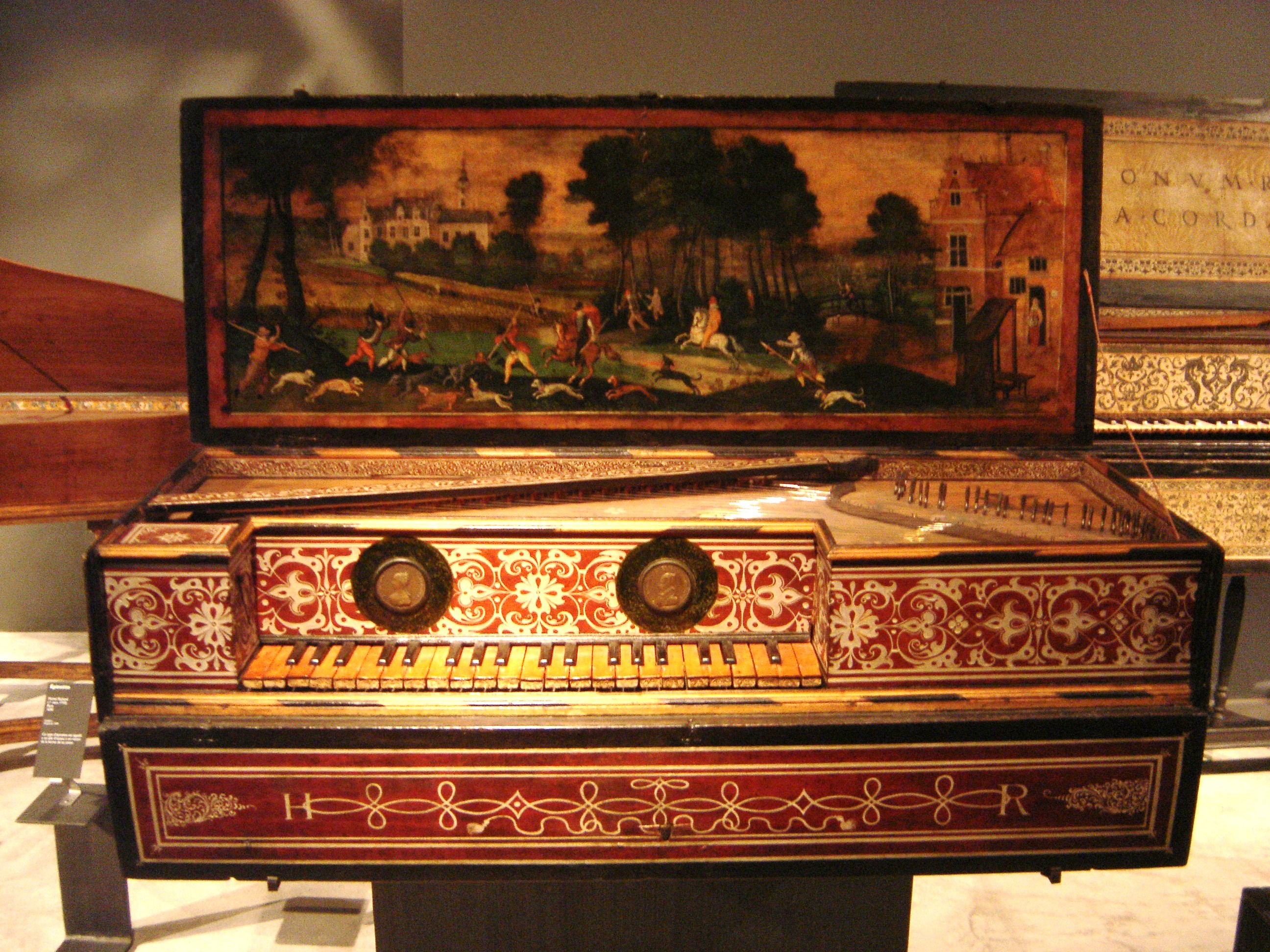
ヴァージナル：Virginal "à la quinte", Hans Ruckers 1583 - Paris Musée de la Musique.

フィルハーモニー・ド・パリ。コンサートホール、リハーサルルーム、展示スペース、教育施設、レストランやバーなどの音楽関連複合施設。

- パリ＝ラ・ヴィレット国立建築学校 （École nationale supérieure d'architecture de Paris-La Villette）[4]

## 文化施設

### 美術館・博物館
- シテ・ド・ラ・ミュージック (Cité de la Musique)
  - 音楽博物館 (ミュゼ・ド・ラ・ミュージック、Musée de la Musique) - 1997年に当館に移転。コンセルヴァトワール・ド・パリの収集した楽器等が展示されている。クリスチャン・ド・ポルザンパルク設計。
  - フィルハーモニー・ド・パリ (Philharmonie de Paris) - 2015年1月14日開館。ジャン・ヌーヴェル設計、音響は永田音響設計。
- シテ科学産業博物館 (Cité des Sciences et de l'Industrie)

### 映画館・劇場
- ラ・ジェオード (La Géode) - シテ科学産業博物館にある球体映画館。

## 宗教施設

### 教会・寺院
- サン＝ジャック・サン＝クリストフ・ド・ラ・ヴィレット教会 (Église Saint-Jacques Saint-Christophe de la Villette)
- サン＝ジャン＝バティスト・ド・ベルヴィル教会 (Église Saint-Jean-Baptiste de Belleville)
- マリー・メディアトリス・ド・トゥット・レ・グラース教会 (Église de Marie Médiatrice de Toutes les Grâces)

## 観光・憩い

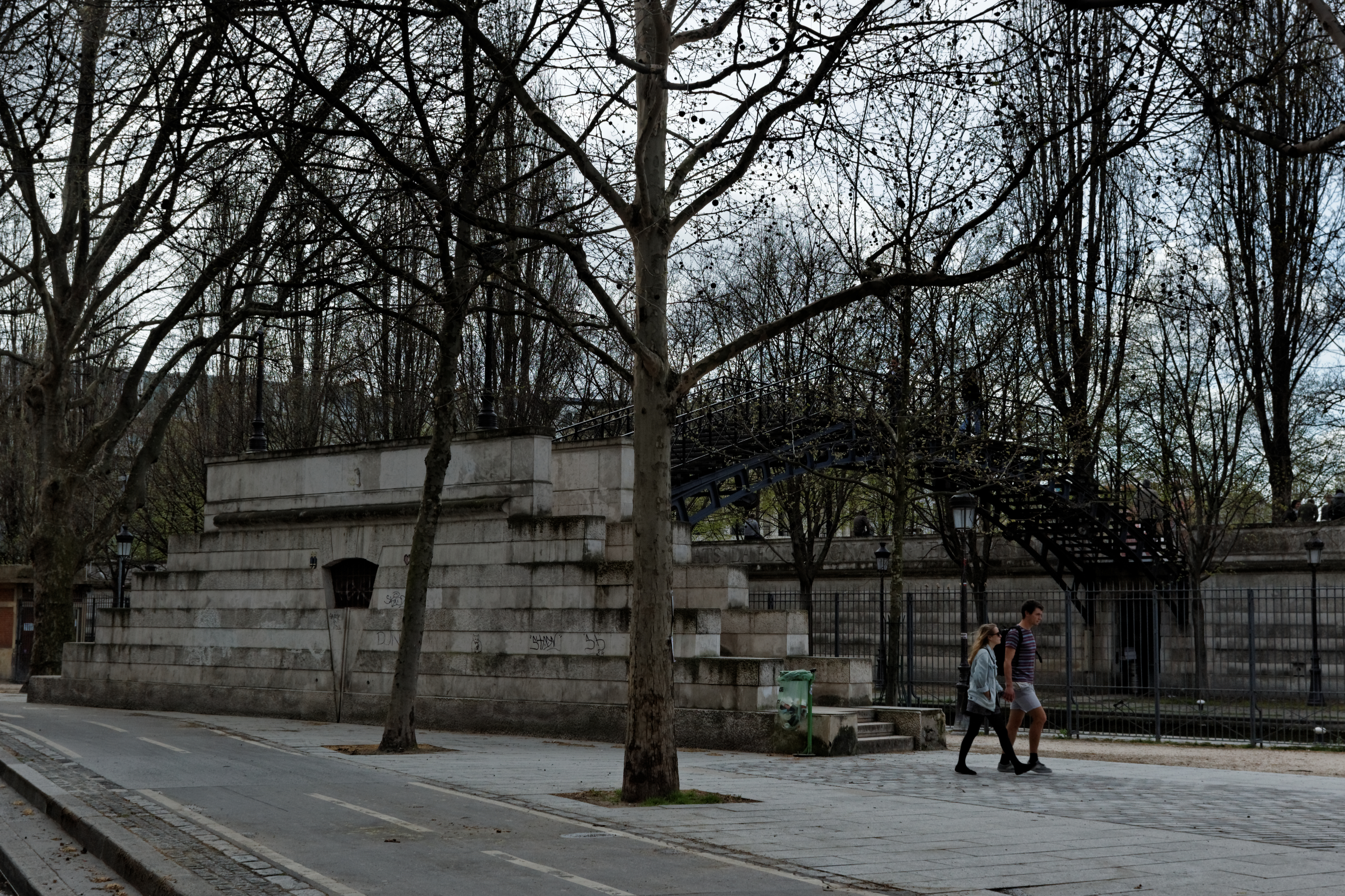
ラ・ヴィレット水門(サン・マルタン運河)の上に架かるパスレル(歩道橋) (Passerelle des écluses de la Villette.)
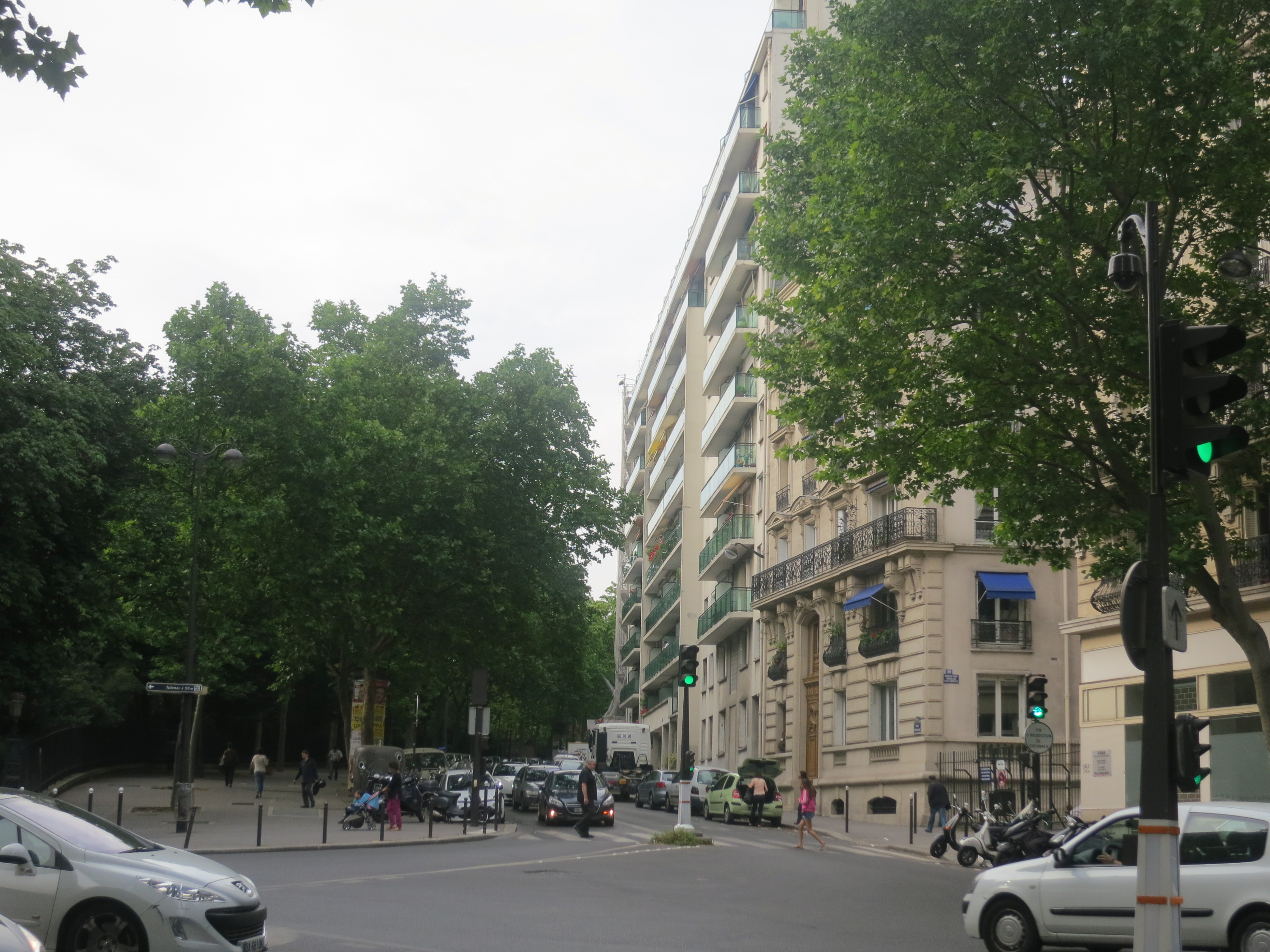
シモン＝ボリヴァル大通りとの交差点から見るボッツァリス通り。左側はビュット＝ショーモン公園 (Vue de la rue Botzaris depuis le carrefour avec l'Avenue Simon-Bolivar. À gauche, l'entrée pour le Parc des Buttes-Chaumont.)
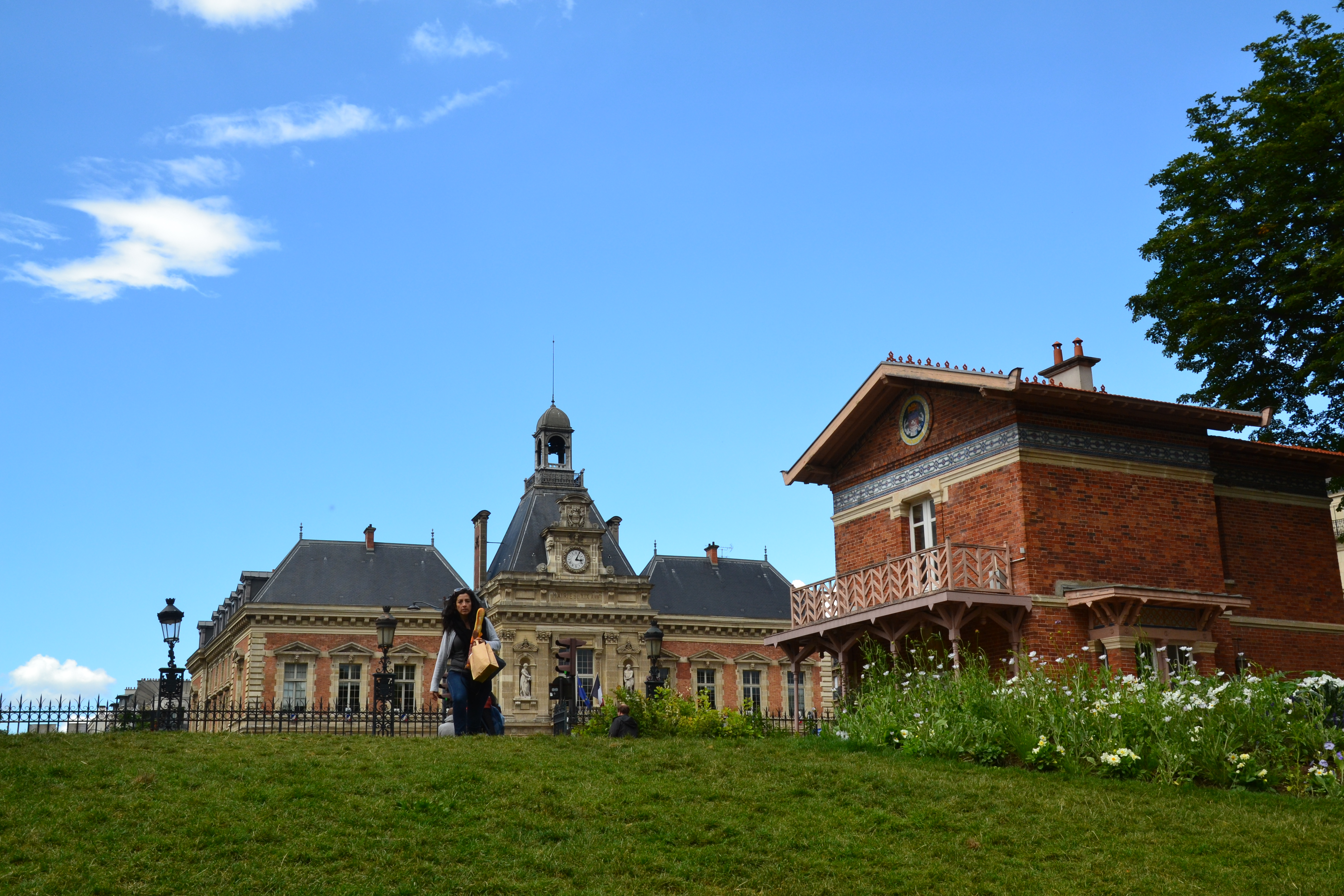
パリ19区役所とビュット＝ショーモン公園 (Mairie du 19e arrondissement et Buttes Chaumont. Paris)
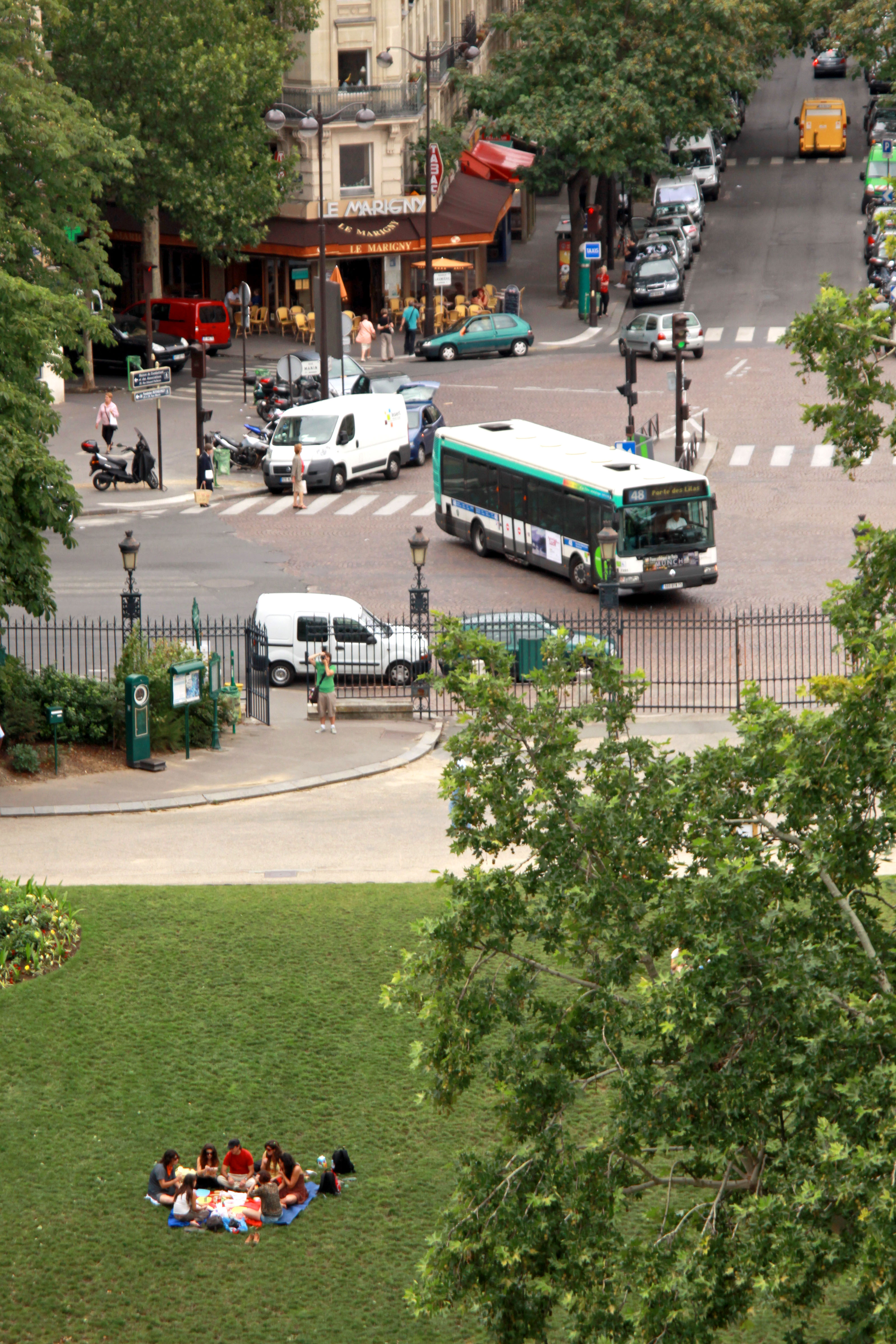
ビュット＝ショーモン公園とアルマン＝カレル広場 (Buttes Chaumont et place Armand-Carrel, Paris.)
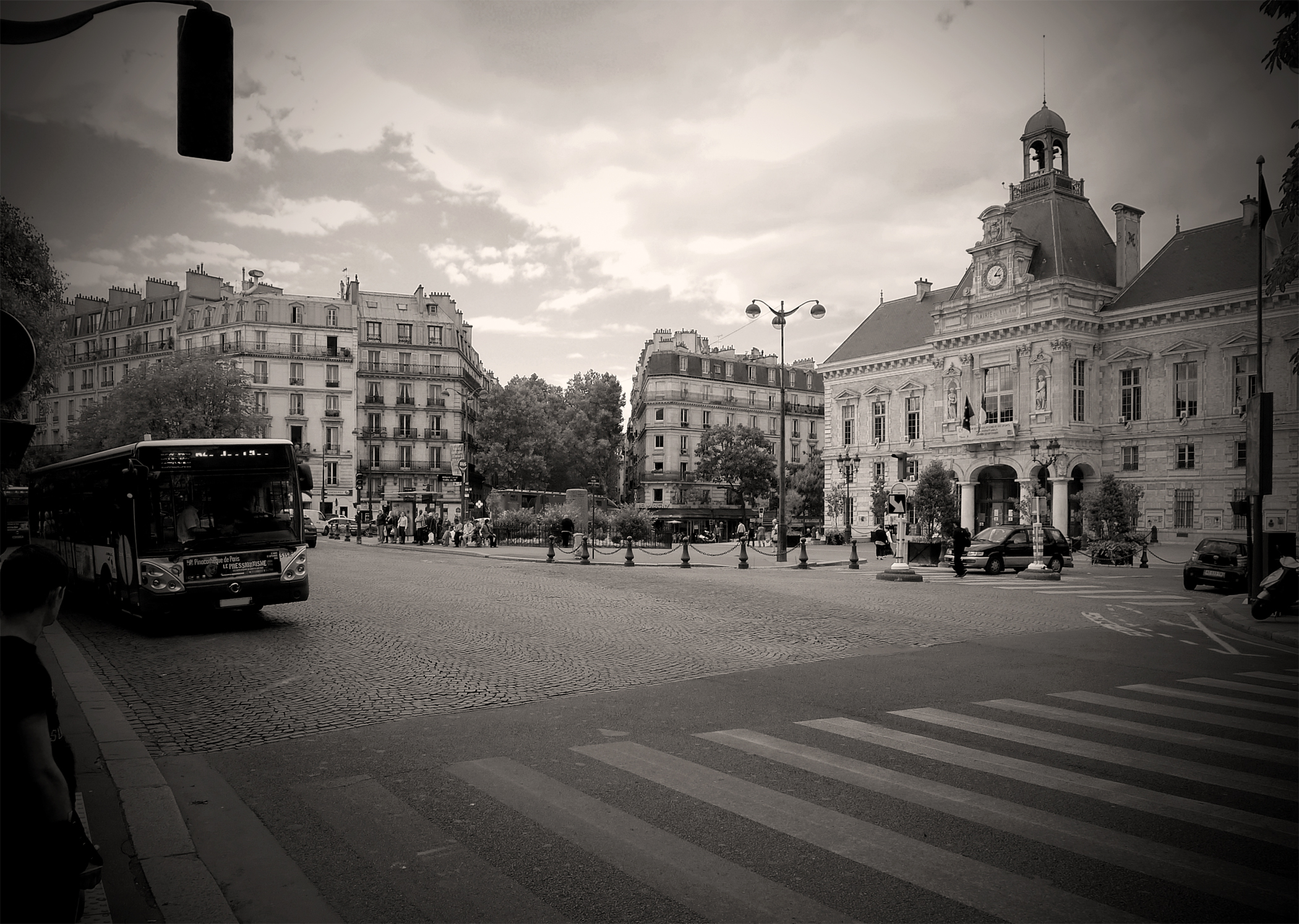
パリ19区役所とアルマン＝カレル広場 (Mairie du 19e arrondissement et place Armand-Carrel, Paris.)
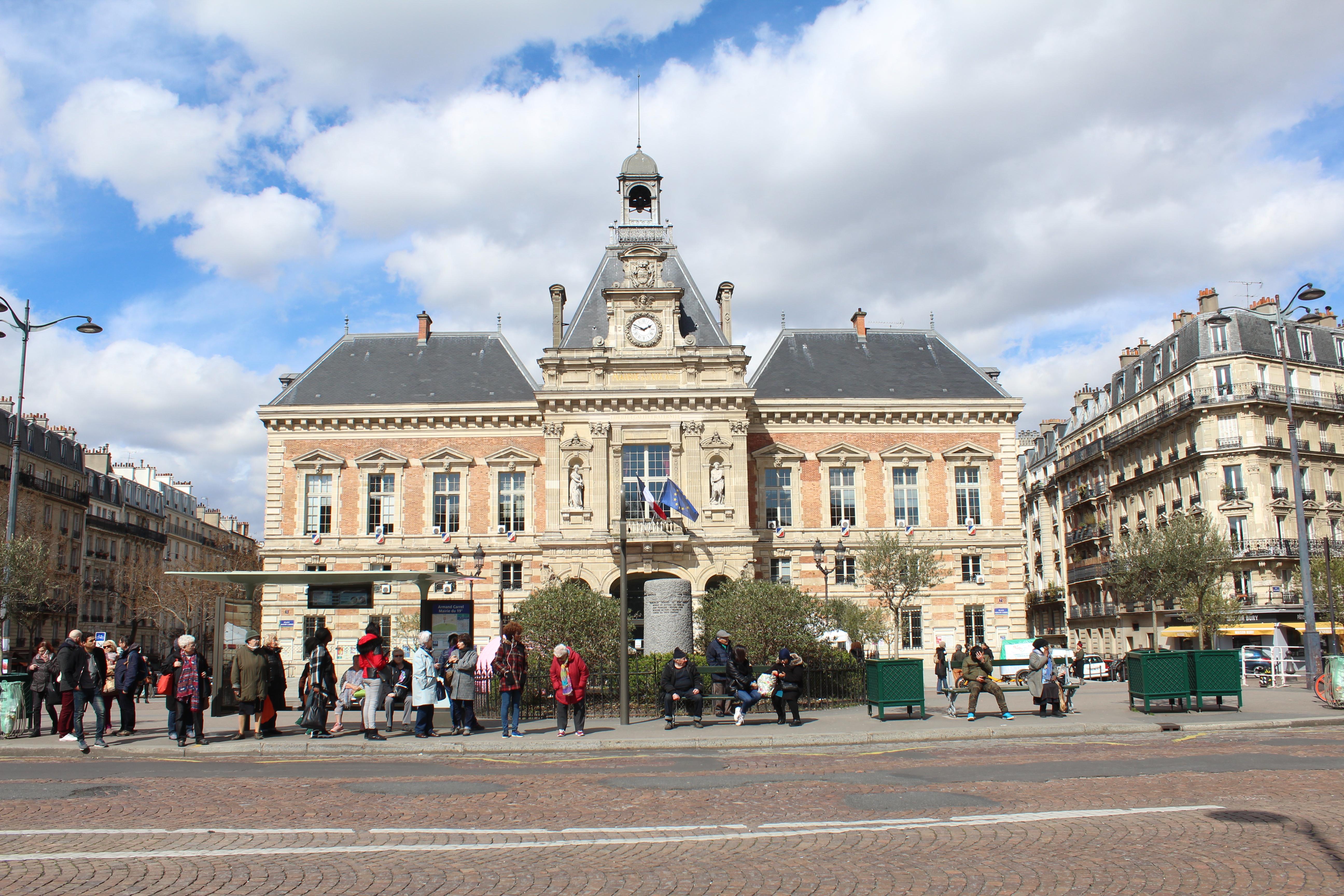
Mairie du 19e arrondissement et place Armand-Carrel, Paris.
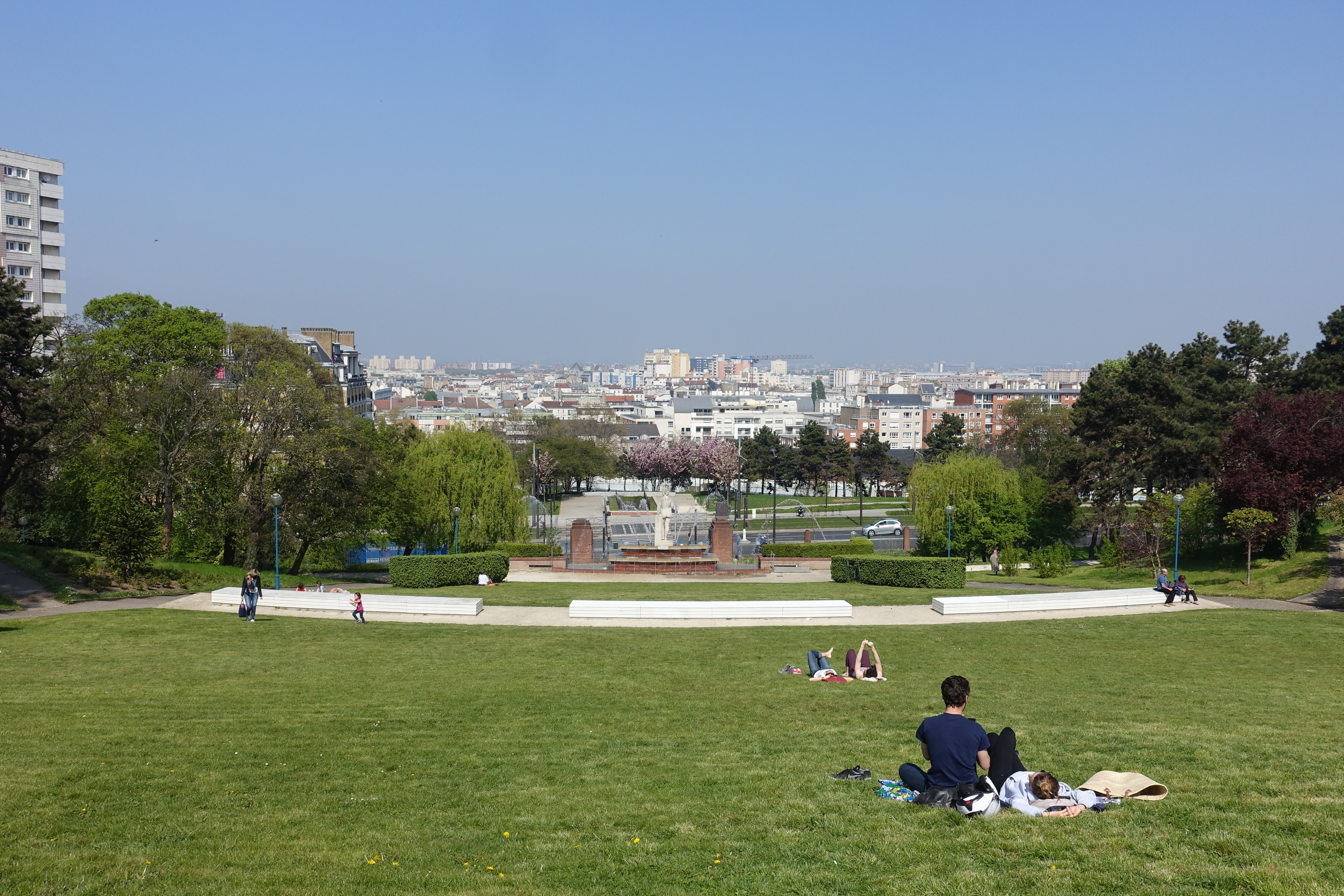
ラ・ビュット・デュ・シャポー・ルージュ公園 (Parc de la Butte-du-Chapeau-Rouge)
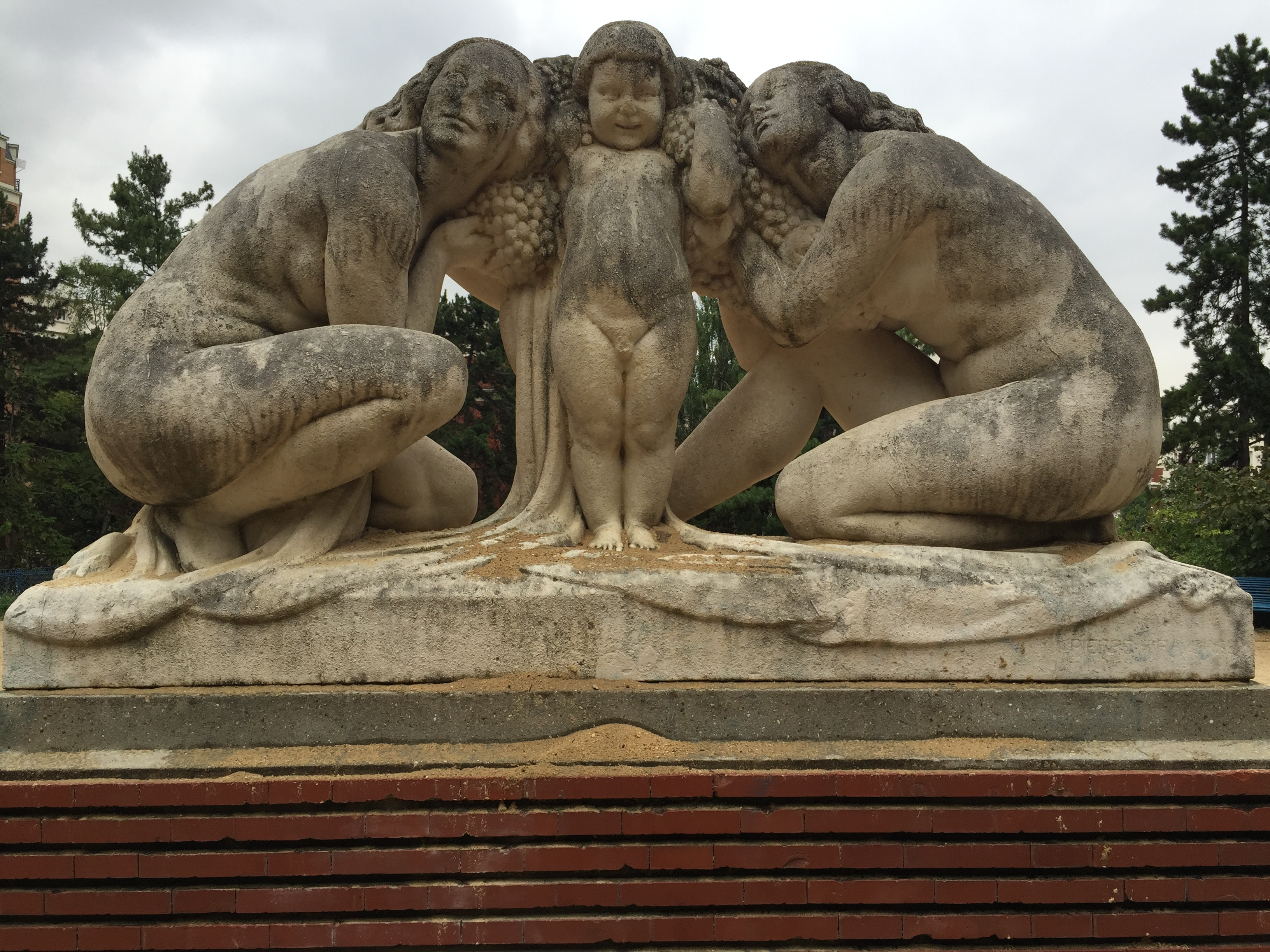
子供時代のバッカス (Enfance de Bacchus, en:Bacchus as a child)。ラ・ビュット・デュ・シャポー・ルージュ公園

### 建築
- ロトンド・ド・ラ・ヴィレット (Rotonde de la Villette) 
  - 18世紀末に建設された円形の建物たるロタンダ。農民への徴税等を目的としたフェルミエー・ジェネローの城壁（徴税請負人の城壁）にところどころ設けられた関税徴収所の一つ。

### 公園・緑地等
- ジョワンヴィル広場 （Place de Joinville）
- ビュット・ショーモン公園 (Parc des Buttes Chaumont)
- ラ・ビュット＝デュ＝シャポー＝ルージュ公園 （Parc de la Butte-du-Chapeau-Rouge）
- フェット広場 （プラス・デ・フェット、Place des Fêtes）
- ラ・ヴィレット公園 (Parc de la Villette)
- レブヴァル庭園 （Jardin Rébeval） - ベルヴィル駅の近くにある。

## 交通

### 鉄道
- 地下鉄・メトロ （パリ交通公団（RATP）） （Métro）
  - ■2号線 （Ligne 2 du Métro）
    - スターリングラード駅 – ジョレス駅 – コロネル・ファビアン駅 – ベルヴィル駅

  - ■3bis線 （Ligne 3bis du Métro）
    - ポルト・デ・リラ駅のみ。

  - ■5号線 （Ligne 5 du Métro）
    - ポルト・ド・パンタン駅 – ウルク駅 – ロミエール駅 – ジョレス駅 – スターリングラード駅

  - ■7号線 （Ligne 7 du Métro）
    - ポルト・ド・ラ・ヴィレット駅 – コランタン・カリウー駅 – クリメ駅 – リケ駅 – スターリングラード駅

  - ■7bis線 （Ligne 7bis du Métro）
    - ジョレス駅 – ボリヴァル駅 – ビュット・ショーモン駅 – ボザリ駅 - （以降は、北方と南方の2方向へ分岐）
    - 北方への分岐線 (ルイ・ブラン方面への一方通行) : ボザリ駅 - ダニューヴ駅 - プレ・サン＝ジェルヴェ駅 (南方からの分岐線と合流)
    - 南方への分岐線 (プレ・サン＝ジェルヴェ方面への一方通行) : ボザリ駅 - プラス・デ・フェット駅 - プレ・サン＝ジェルヴェ駅 (北方からの分岐線と合流)

  - ■11号線 （Ligne 11 du Métro）
    - ベルヴィル駅 – ピレネー駅 – ジュールダン駅 – プラス・デ・フェット駅 – テレグラフ駅 – ポルト・デ・リラ駅

### 高速道路・有料道路
- ペリフェリック （パリ環状道路） （Boulevard Périphérique）
  - ポルト・ドーベルヴィリエ - ポルト・ド・ラ・ヴィレット -  ポルト・ド・パンタン -  ポルト・デュ・プレ＝サン＝ジェルヴェ - ポルト・デ・リラ

### 道路

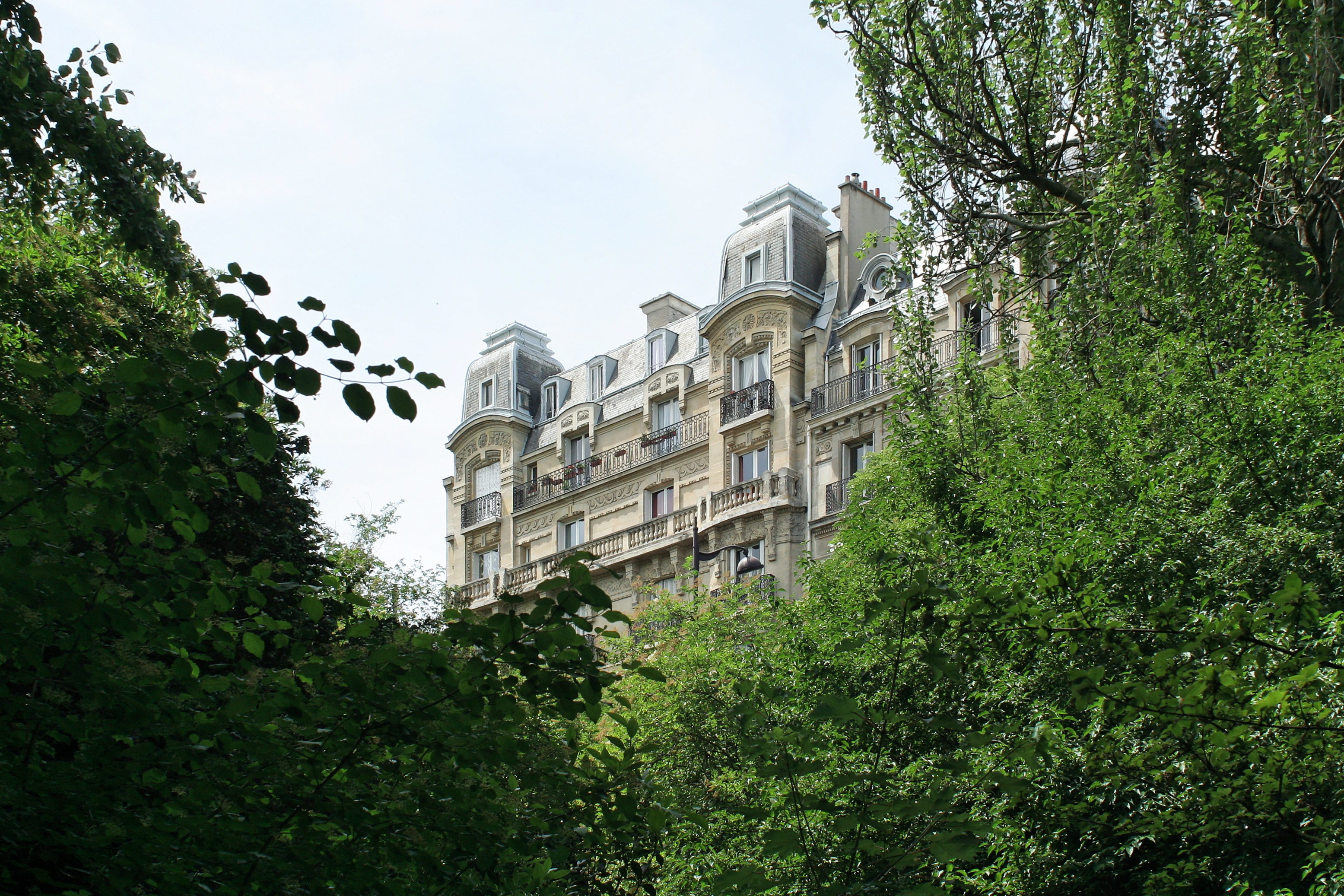
ビュット＝ショーモン公園から見るマナン通りの居住建物 (Paris, parc des Buttes-Chaumont. Immeubles de la rue Manin, vus du parc.)
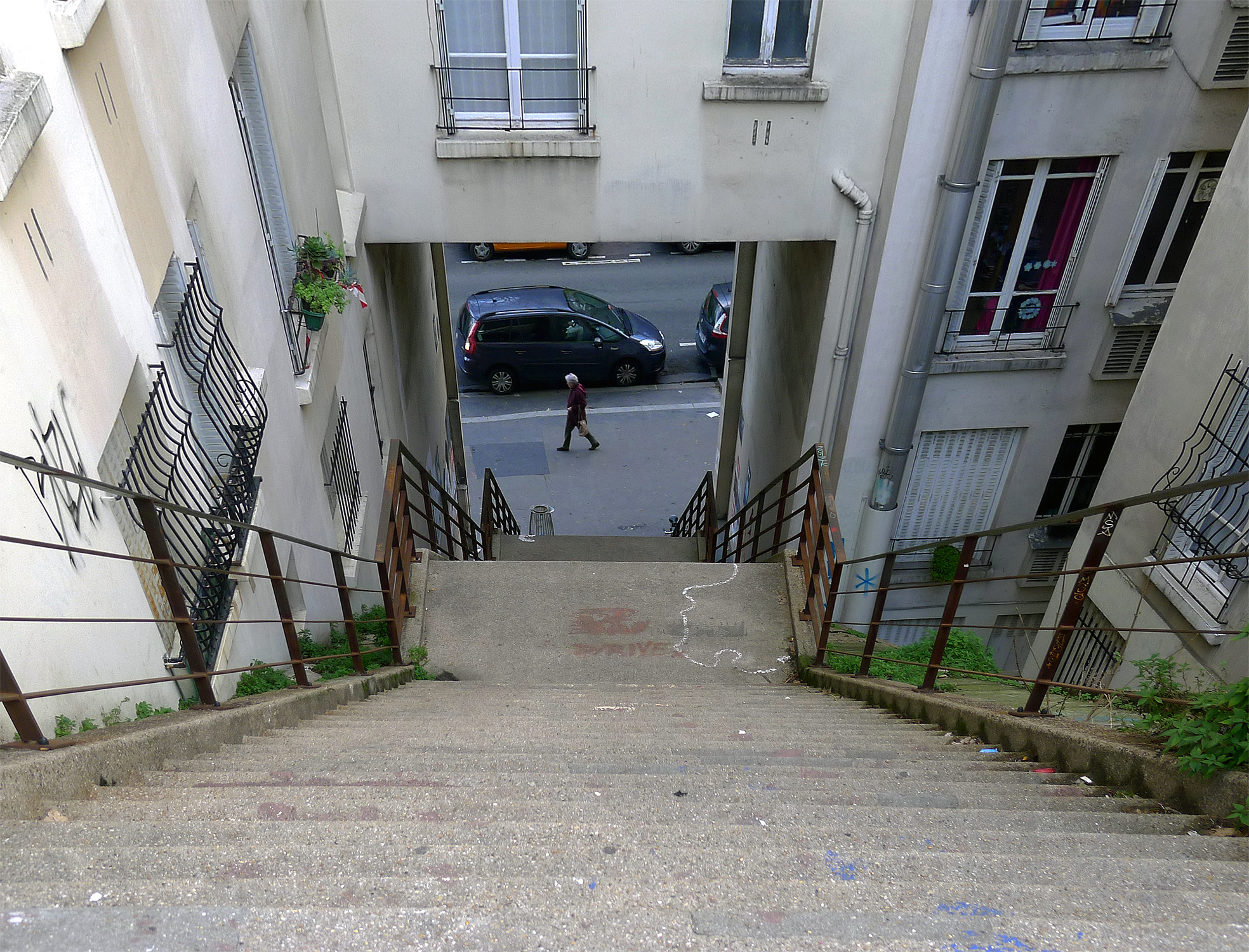
マナン通りとビュット＝ベルジェールとを結ぶ階段 (Escalier reliant la rue Manin à la butte Bergeyre - Paris XIX)。ビュット＝ショーモン公園の西側に隣接している。
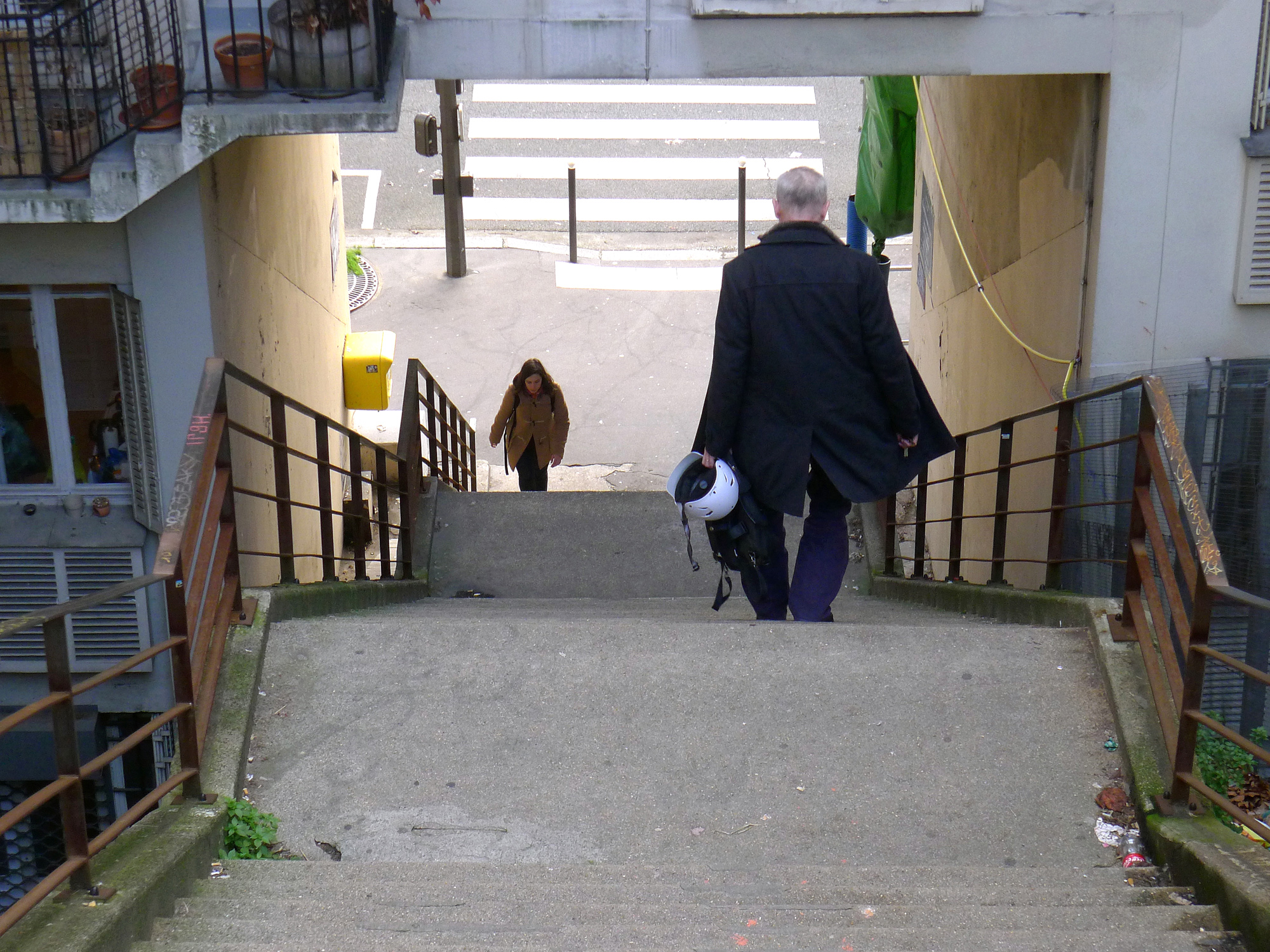
同階段。写真家ウィリー・ロニの被写体ともなった。
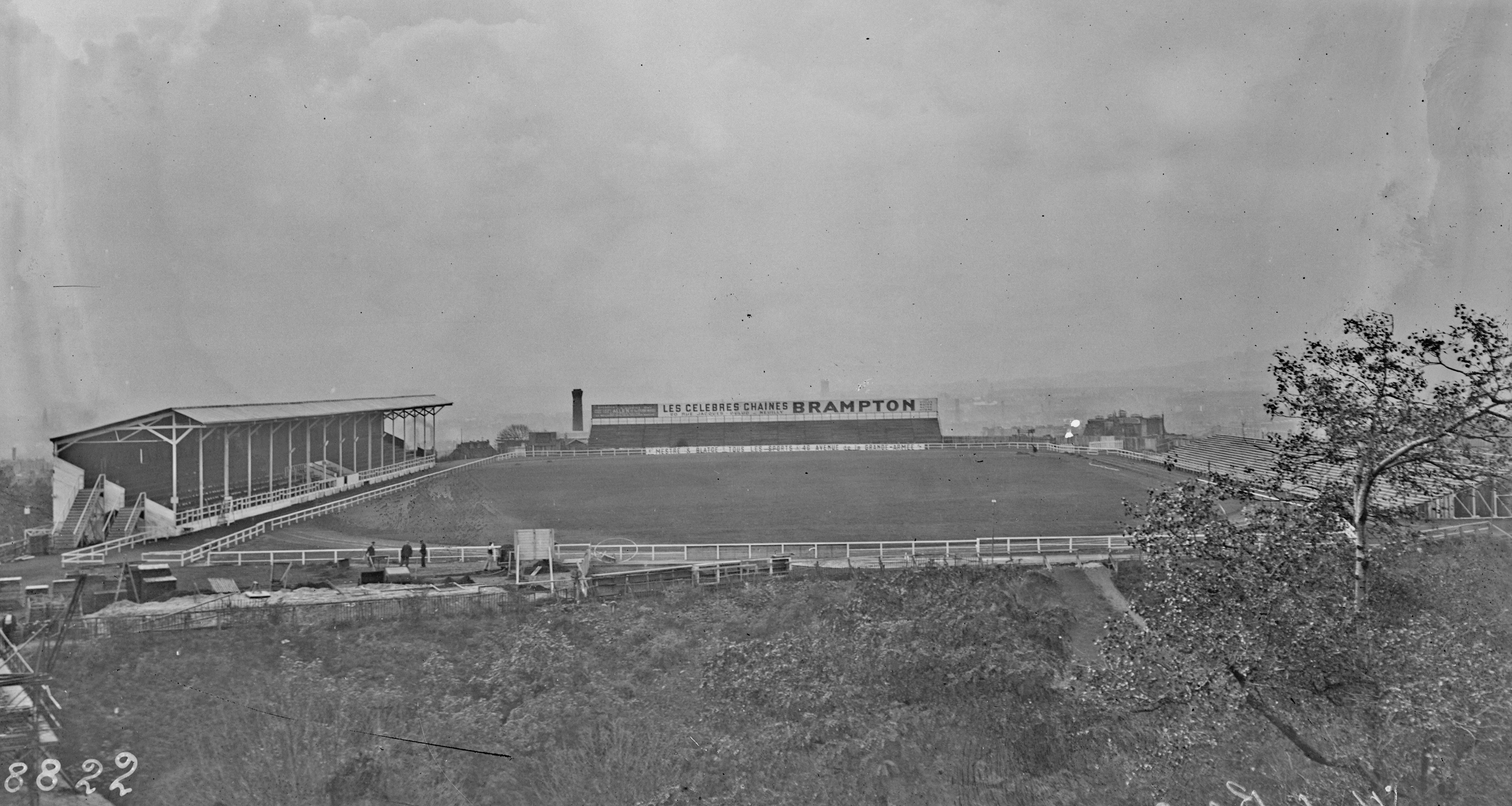
ビュット＝ベルジェール周辺にはかつてスタッド・ベルジェールもあった (Vue panoramique du stade Bergeyre en 1922)。かつてはサッカーチーム オランピック(fr, 1926年にレッドスターFC93に統合), ラグビーチーム オランピック (fr) が本拠にしていた。
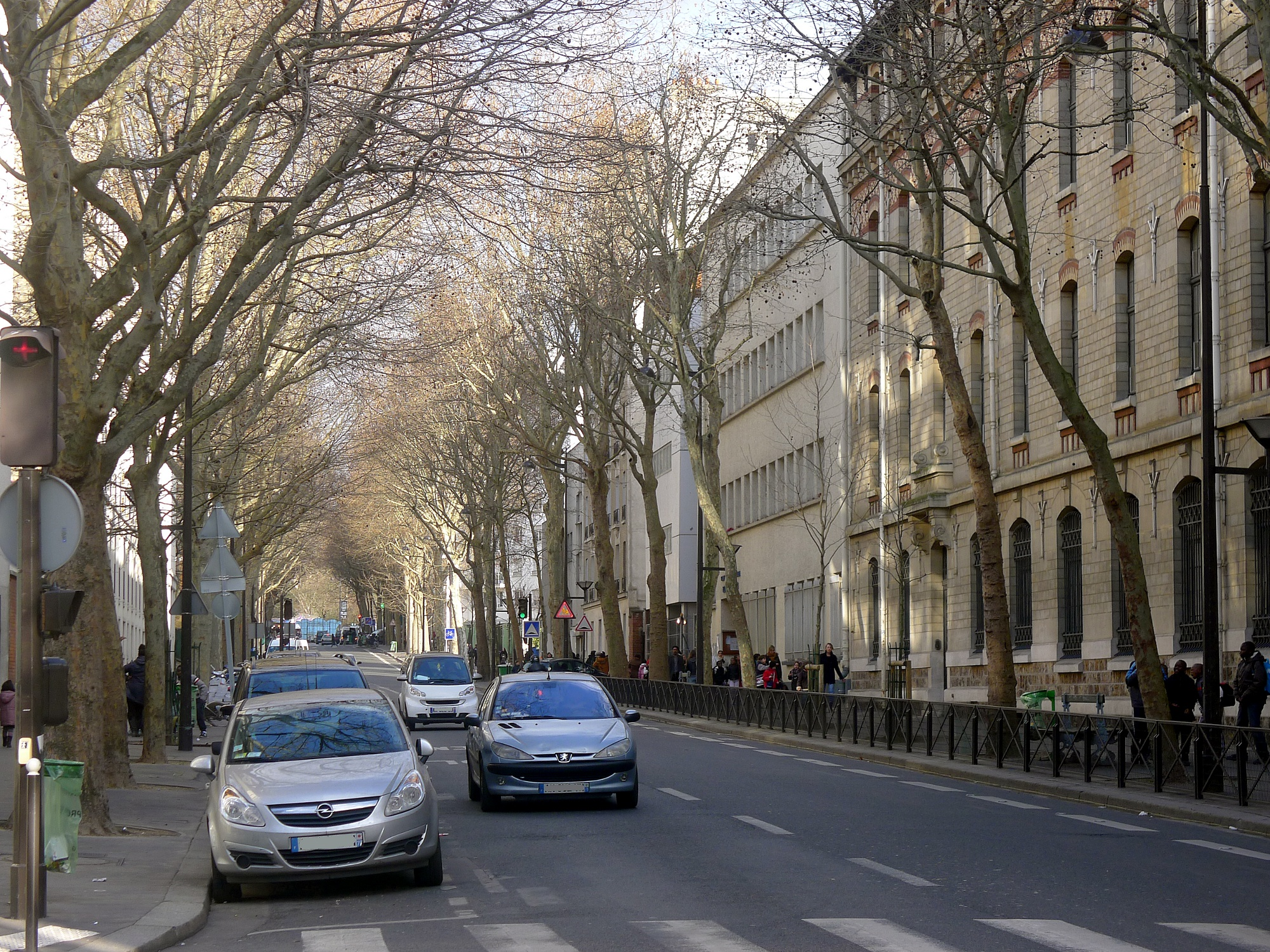
Rue Armand-Carrel
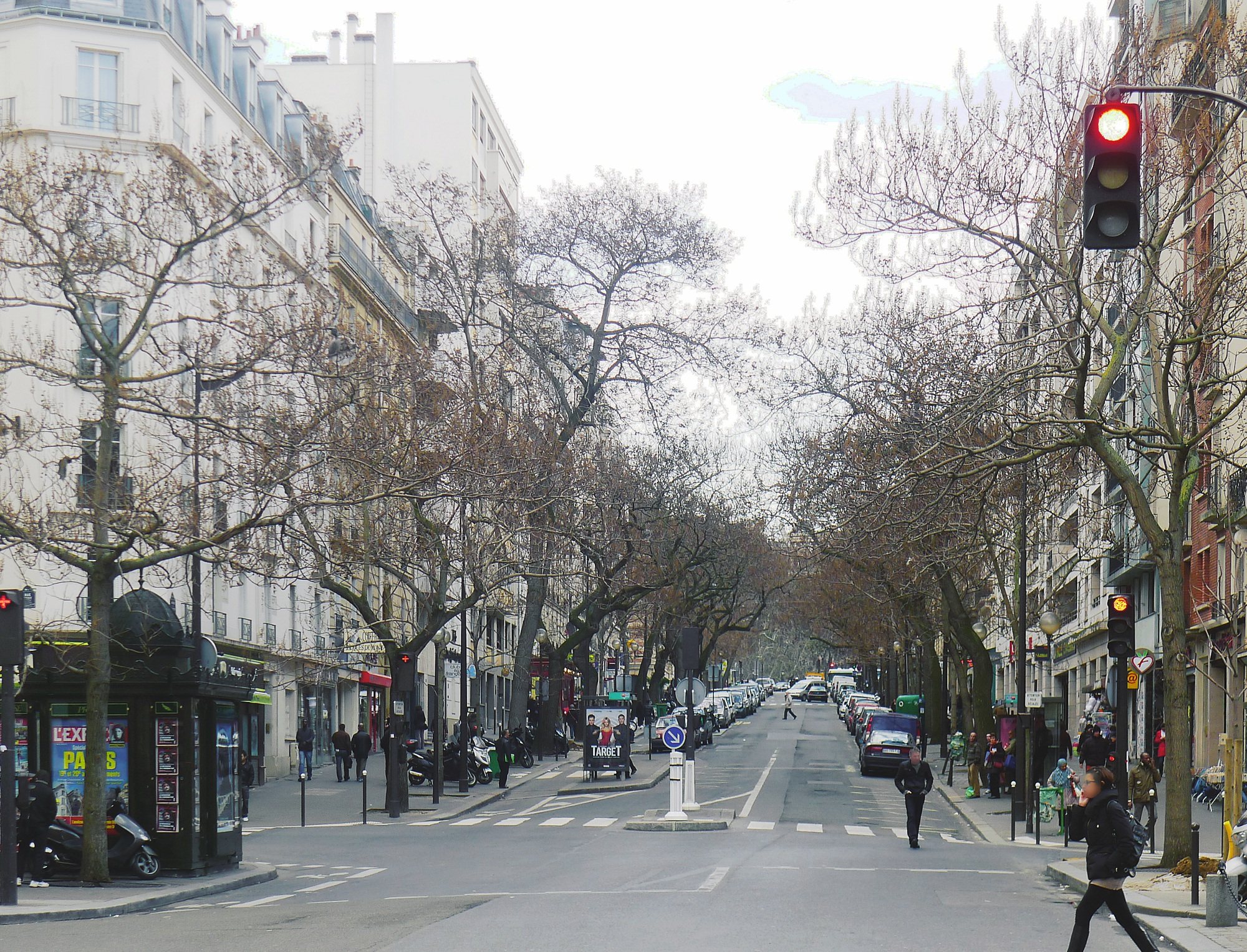
Avenue de Laumière
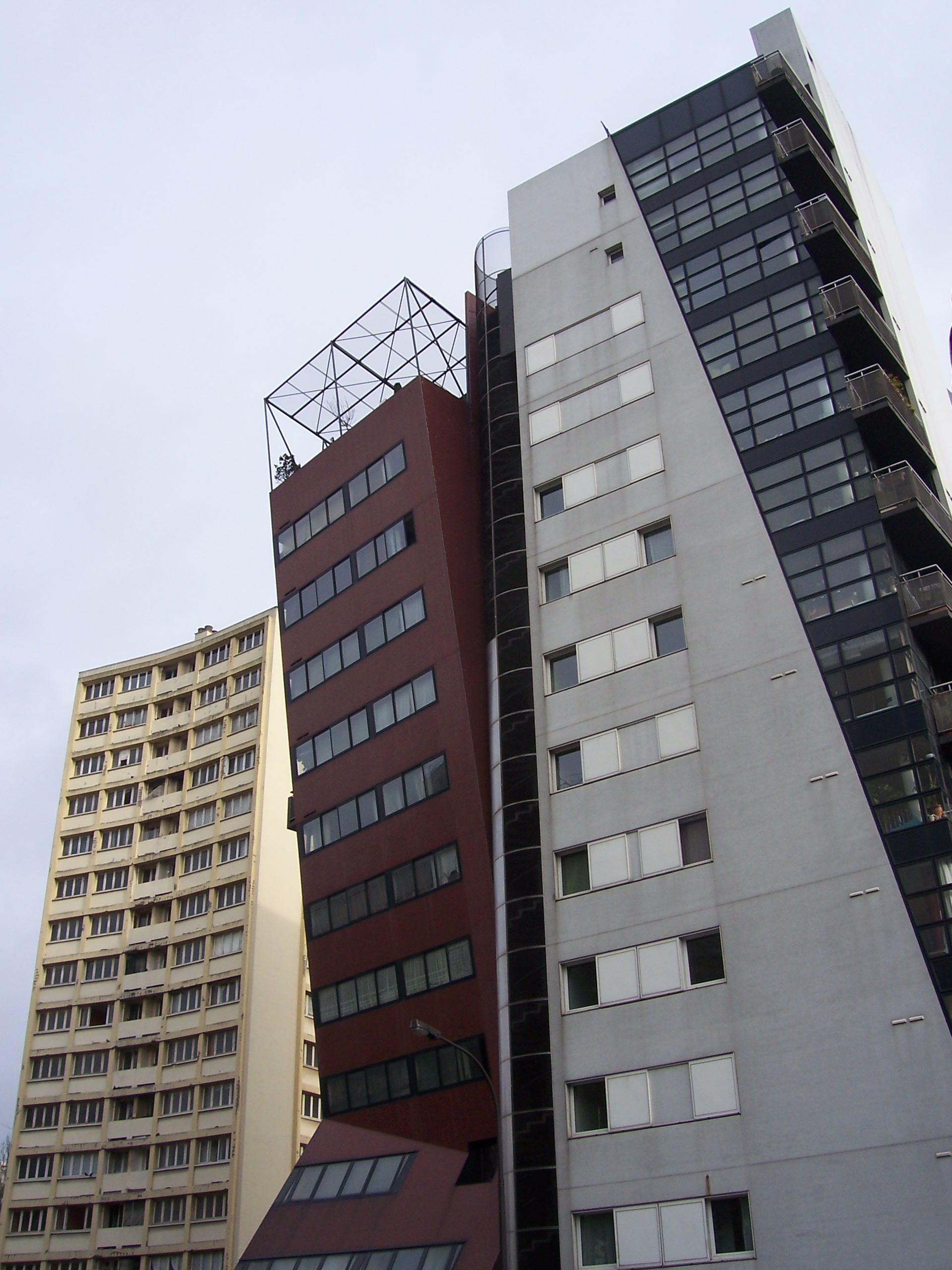
trois immeubles à l'angle de Flandres et Maroc.
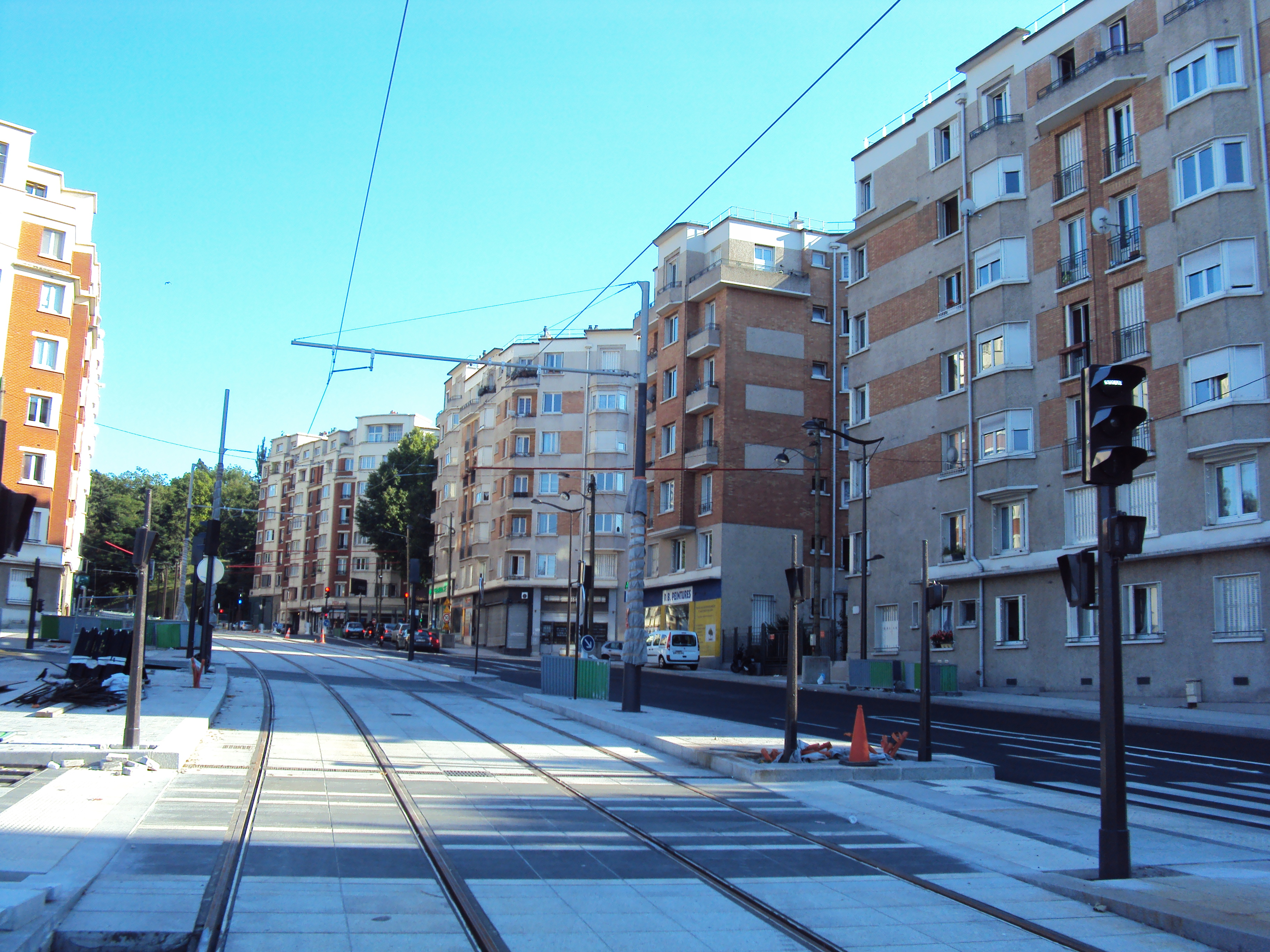
Boulevard d'Indochine: Station Butte du Chapeau Rouge
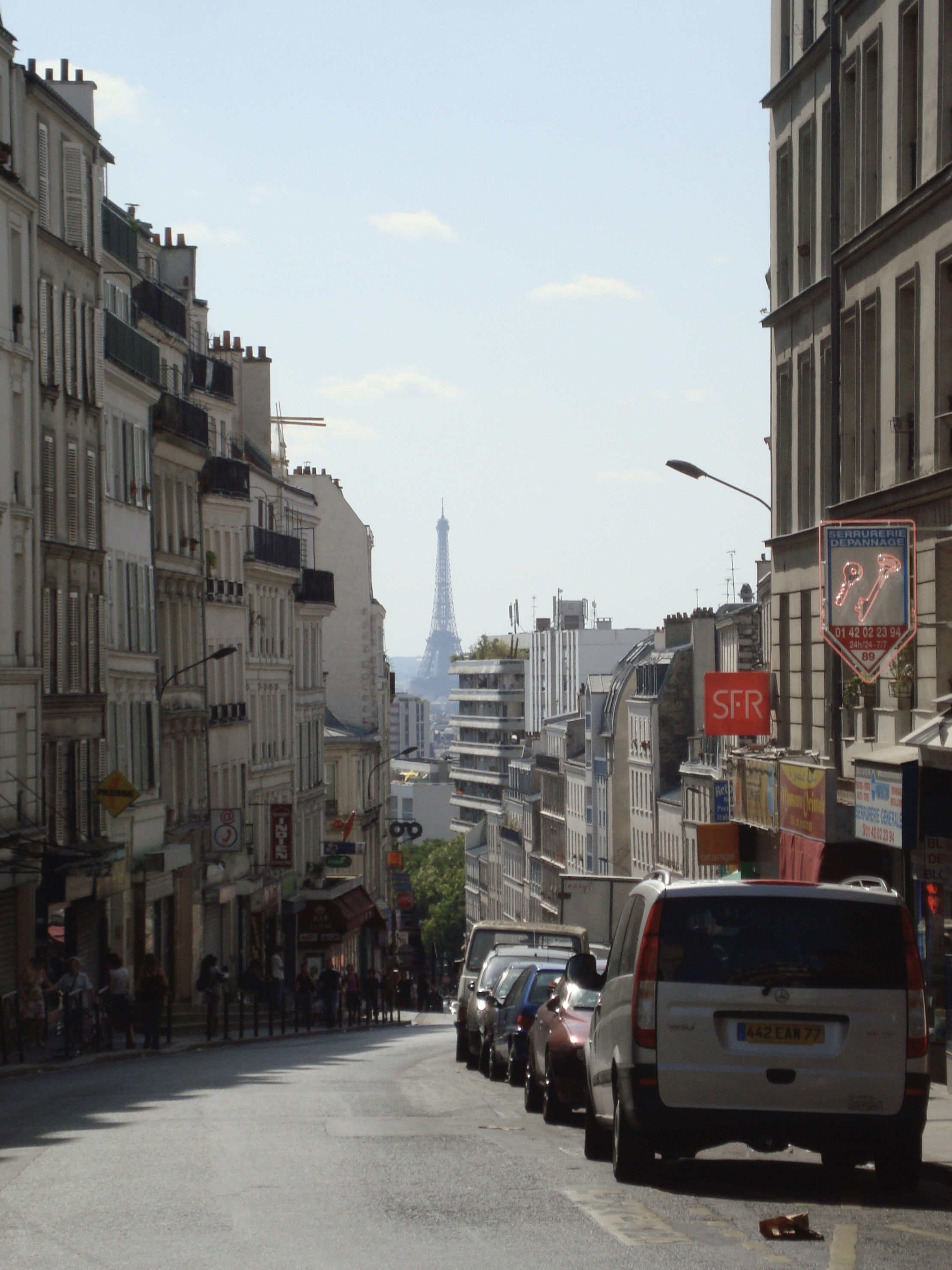
ベルヴィル通り (Rue de Belleville) から見るエッフェル塔
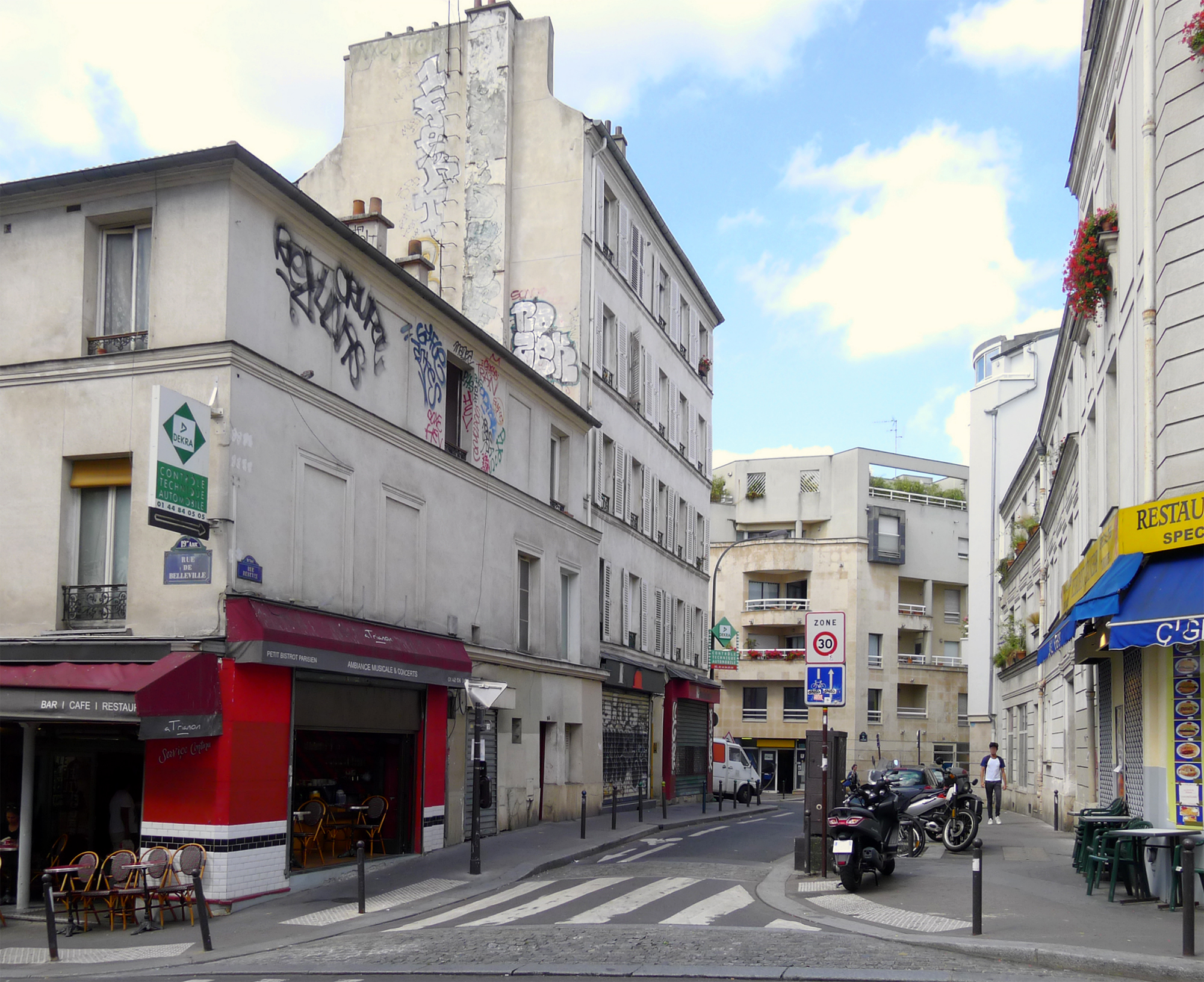
Rue Rébeval vue depuis la rue de Belleville.
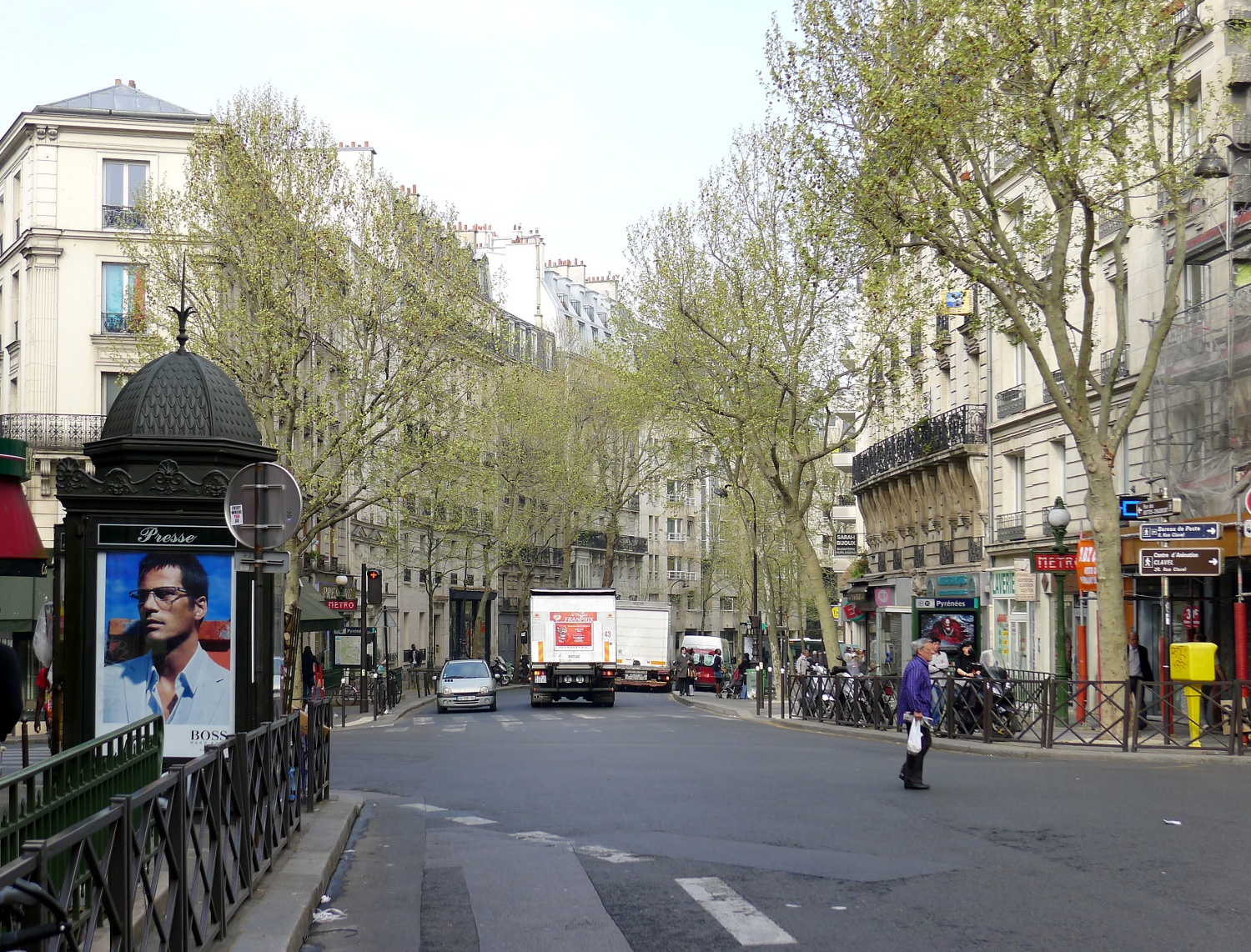
シモン＝ボリヴァル大通り、ベルヴィル通りとの交差点界隈 (L'avenue Simon Bolivar vue du carrefour avec la rue de Belleville.)
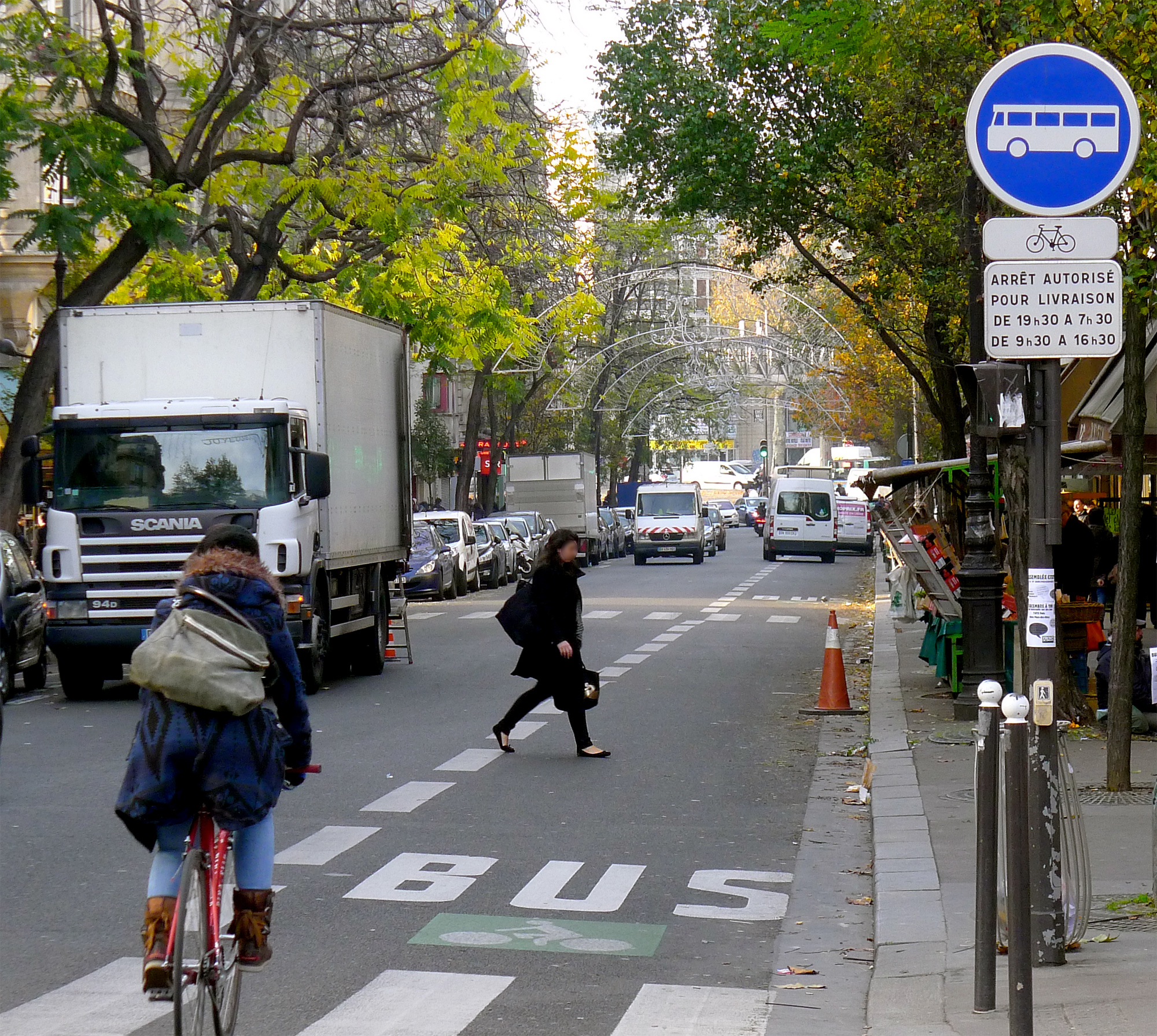
(シモン＝ボリヴァル大通りから続く)スクレタン大通り (Avenue Secrétan)

- アルジェリア大通り（ブールヴァール・ダルジェリ、Boulevard d'Algérie）
- アルマン＝カレル通り（Rue Armand-Carrel）
- インドシナ大通り（ブールヴァール・ダンドシヌ、Boulevard d'Indochine）
- ウルク通り（Rue de l'Ourcq）
- オーベルヴィリエ通り（Rue d'Aubervilliers）
- クリメ通り（Rue de Crimée）
- ケ・ド・ラ・セーヌ通り（Quai de la Seine）
  - ラ・ヴィレット貯水池北岸の道路。
- ケ・ド・ラ・マルヌ通り（Quai de la Marne）
- ケ・ド・ラ・ロワール通り（Quai de la Loire）
  - ラ・ヴィレット貯水池南岸の道路。
- コランタン＝カリウー大通り（Avenue Corentin-Cariou）
- ジャン＝ジョレス大通り（Avenue Jean-Jaurès）
  - コンセルヴァトワール・ド・パリがあるラ・ヴィレット公園南側から南西へ直線で伸びる通り。10区からラ・ファイエット通りへ接続し、9区オペラ座周辺界隈ギャルリー・ラファイエットまで続いていく。
- ジェネラル＝ブリュネ通り（Rue du Général-Brunet）
- シモン＝ボリヴァル大通り（Avenue Simon-Bolivar）
  - 19区と20区との境界線上を東西に走るベルヴィル通りと交差するメトロ ピレネー駅 (fr) 交差点界隈から、20区内を南北に走るピレネー通り（Rue des Pyrénées）と接続し、北側19区内ビュット・ショーモン公園南側から西側を「くの字」状に迂回するように伸びてゆき、スクレタン大通りと名を変えラ・ヴィレット貯水池至近サン＝マルタン運河界隈まで南北に伸びてゆく通り。ピレネー駅交差点界隈にはスーパーのカルフールやマクドナルド等がある。
- セリュリエ大通り（Boulevard Sérurier）
- ダヴィッド＝ダンジェ通り（Rue David-D'Angers）
- タンジール通り（リュ・ド・タンジェ, Rue de Tanger）
- フランドル大通り（Avenue de Flandre）
  - 5区サン＝ジャック通り、3区・4区のサン＝マルタン通り、サン＝マルタン凱旋門を抜け、10区フォーブール・サン＝マルタン通りから19区内ではフランドル大通りになる。ポルト・ラ・ヴィレットを抜けパリ郊外からは国道2号線 (fr) に接続し、パリ＝シャルル・ド・ゴール空港を経由し、ベルギー (フランドル) 国境ベティ二方面に向かう。古来よりラ・ヴィレットの中心部を走る、かつての「ローマ街道」にあたる道。
- ベルヴィル通り（Rue de Belleville） 
  - レピュブリック広場から10区と11区との境界線上を東西に走るフォーブール＝デュ＝タンプル通りから引き続いて、メトロ ベルヴィル駅交差点から、19区と20区との境界線上を東西に走る通り。ラ・ヴィレット界隈と共に、周辺界隈の治安はかねてより決して芳しいものではないが、旧仏印ないしインドシナ難民出身、あるいは華僑系、アジア系のレストランや食材店等が目立つようになり、13区トルビアック通り界隈に次ぐ"パリ第二の中華街"とも言われる。移民の先駆たるイタリア料理から地中海料理、モロッコ料理など北アフリカ諸国の料理、和食、中華料理（温州料理）、旧仏印のベトナム料理店まである。通りを東側に走るとセフォラや、スーパーのカルフールやフランプリ等も通り周辺界隈に数店あり、メトロ ピレネー駅 (fr) やジュールダン駅 (fr) 界隈を経由し、ペリフェリックが走るポルト・デ・リラまで伸びる。通りを挟んで北に19区内のビュット・ショーモン公園、南に20区内のベルヴィル公園がある。
- ボザリ通り（Rue Botzaris）
- マクドナルド大通り（ブールヴァール・マクドナル、Boulevard Macdonald）
  - セリュリエと共に"ブールヴァール・デ・マレショー"を構成する。
- マナン通り（Rue Manin）
- ラ・ヴィレット大通り（Boulevard de la Villette）
  - メトロ ベルヴィル駅交差点から、11区と20区との境界線上を南北に走るベルヴィル大通りから名を変え、そのまま10区と19区との境界線上を走り、ラ・ヴィレット貯水池との接続地点近くのサン＝マルタン運河界隈へ走る。同接続地点は、メトロ スターリングラード駅やジョレス駅があるバタイユ・ド・スターリングラード(スターリングラードの戦い)広場交差点になる。上記ジャン＝ジョレス大通りとラ・ファイエット通りとの接続点にあたり、また、上記シモン＝ボリヴァル大通りに続くスクレタン大通り (Avenue Secrétan) も接続する。マクドナルドやスーパーのモノプリ (Monoprix)、ブラッスリーやカフェ、ブーランジュリー･･等がある。同交差点界隈から西へ折れ10区さらに9区と18区との区界を東西に走るラ・シャペル大通りと名を変えて接続し、さらにロシュシュアール、クリシー大通りと名を変えてサクレ・クール寺院やムーラン・ルージュ界隈に至る。
- レブヴァル通り（Rue Rébeval） 
  - メトロ ベルヴィル駅交差点と北側19区内、ビュット・ショーモン公園南西部との間を「つの字」状で走る通り。通り名は、第六次対仏大同盟軍との「パリの戦い (1814年)（フランス語版）」にて、ジョゼフ・ボワイエ・ド・レブヴァル（フランス語版）がパンタンから現在の19区コンバ地区周辺守備隊司令だった事に因む。
- ロミエール大通り（Avenue de Laumière）

### 広場・交差点
パリの「広場 （プラス、Place）」は、しばしば2以上の道路が交差する場所に位置し、中心の「島」を道路が周回するロータリー状の交差点となっている場合が多い。中心の「島」部分は、オベリスクや緑地等に利用されている場合もあり、凱旋門があるシャルル・ド・ゴール広場は世界的に有名である。19区の広場や交差点には、次のようなものがある。
- コロネル＝ファビアン広場（Place du Colonel-Fabien）
  - 10区と19区の境界に位置している。
- バタイユ＝ド＝スターリングラード広場（Place de la Bataille-de-Stalingrad）
  - 10区と19区の境界に位置している。
- マキ＝デュ＝ヴェルコール広場（Place du Maquis-du-Vercors）
  - 19区と20区の境界に位置している。
- ラン＝エ＝ダニューブ広場 （Place de Rhin-et-Danube）

## 著名な出身者

### 文化
- ジョルジュ・ルオー（画家、フォービズム） - 1871年5月27日、パリ・コミューンへのヴェルサイユ軍による攻撃のさなか、19区ラ・ヴィレット通り (Rue de la Villette) 51番地生まれ。12区エミル＝ジルベール通り (Rue Émile-Gilbert) 2番地に晩年のアトリエがあった。
- レイ・ルテリエ（フランス語版）（画家）
- ジョルジュ・ペレック（ユダヤ系の小説家） - 19区内で出生。1936-1942年の間、20区のヴィラン通り (Rue Vilin) 24番地に居住。

### 芸能
- アルベール・ブロキャン（フランス語版）（俳優）
- ジュリアン・クレール（フランス語版）（歌手）
- ジャン＝ジャック・ゴールドマン（フランス語版）（シンガーソングライター）
- ジョルジュ・ルグラン（フランス語版）（映画監督）
- ミスター ユー（フランス語版）（ラッパー）
- オクソモ・プッチーノ（フランス語版）（ラッパー）
- MHD（フランス語版）（ラッパー）

### スポーツ
- アンドレ・ルデュック（自転車レーサー、ツール・ド・フランス区間優勝歴代3位）
  - サン＝トゥアン生まれ、パリ19区ベルヴィル界隈アルエッツ通り (Rue des Alouettes) 育ち。パリ16区オートゥイユのミケランジュ通り (Rue Michel-Ange) 19番地に居住しプラークが掲げられている。その他、メゾン＝ラフィットでカフェ食料品店を営んだり、オペラ大通りに居住したりした。マルセイユの病院で死去。
- キリアン・エムバペ（サッカー選手、フランス代表）
  - パリ19区内生まれ。10代でフランス代表。父親はカメルーン、母親はアルジェリア系[5]。

### その他
- アンリ・デゼィレ・ランドリュ（フランス語版）（猟奇殺人鬼）

## 著名な居住者

### 財界・実業
- アレキサンドル・ボニビュス（フランス語版）（ムルタルディエ・マスタード職人）

### 芸能
- メイトル・ギムス（ラッパー、歌手、シンガーソングライター） - コンゴ系移民で若年期にパリ3区9区19区と移り住む。

### その他
- ギ・ジルベール（フランス語版）（カトリック司祭） - 仏領アルジェリアから19区内のピエ・ノワールのコミューンに居住。

## 19区を舞台にした作品

### 漫画
- 二ノ宮知子 『のだめカンタービレ』 - (2001年 - )
  - 主人公・野田恵の留学先として、パリ国立高等音楽・舞踊学校が度々登場している。ただし、作中では「コンセルヴァトワール」と表記されている。